# Mars 2006

## Actualités du mois

### Mercredi1ermars2006
- France (1) : dans la nuit du 28 février au 1er mars, le Sénat a adopté, dans les mêmes termes que l'avait fait l'Assemblée le 9 février, le Contrat première embauche (CPE), instauré aux termes de l'article 3 bis du projet de loi pour l'égalité des chances. Ce texte a recueilli 172 voix contre 142, la majorité de l'UDF votant contre avec la gauche ou s'abstenant.
- France (2) : ouverture à Paris, devant la 11e chambre du tribunal correctionnel, du procès de l'affaire des emplois fictifs de la Mutuelle nationale des étudiants de France (MNEF), mettant en cause une trentaine de prévenus, dont le député socialiste Jean-Christophe Cambadélis, ancien numéro deux du PS, député du XIXe arrondissement de Paris et Marie-France Lavarini, ancienne conseillère de Lionel Jospin, membre de l'équipe de campagne présidentielle en 2002,
- France (3) : le ministre de la Santé, Xavier Bertrand, annonce que 152 médicaments ne répondant plus aux exigences du service médical rendu (SMR) ne seront plus remboursés par la Sécurité sociale — ni pris en charge par les mutuelles — à compter de ce jour. La mesure, décidée en septembre et qui figure dans la loi de financement de la Sécurité sociale, devrait permettre d'économiser 305 millions d'euros pour l'année 2007.
- France (5) : le président de la région Languedoc-Roussillon, Georges Frêche, a été exclu, jusqu'à ce que la commission des conflits du PS se prononce sur son cas, du bureau national du Parti socialiste pour avoir traité des harkis de « sous-hommes » le 11 février dernier, lors d'une commémoration.
- France (6) : à quelques jours de la reprise de la discussion du projet de loi sur les droits d'auteur, le président de l'Assemblée nationale, Jean-Louis Debré, invite un certain nombre de chanteurs connus — parmi lesquels Charles Aznavour, Jean-Jacques Goldman, Jean Michel Jarre, Enrico Macias, Pierre Perret — et des représentants de l'industrie du disque à une rencontre avec les députés à l'hôtel de Lassay. À cette occasion, les artistes ont vivement critiqué la licence globale et le téléchargement gratuit sur internet, qu'ils ont assimilé à du vol, à du pillage.
- France (7) : l’hebdomadaire satirique Charlie Hebdo publie un manifeste de douze intellectuels, dont Salman Rushdie, Taslima Nasreen et Bernard-Henri Lévy, intitulé « Ensemble contre le nouveau totalitarisme, l'islamisme », à la suite de l'affaire des caricatures de Mahomet parues dans le quotidien danois Jyllands Posten,
- Suisse : un projet d'initiative populaire fédérale « pour l'imprescriptibilité des actes de pornographie enfantine » a été déposé ce mercredi matin à la chancellerie fédérale, munie de 116 248 signatures validées par les communes, afin de lutter plus efficacement contre la pédophilie. L'imprescriptibilité des actes pédophiles se justifie notamment, selon l'association « Marche blanche » à l'origine du projet, par le fait que les victimes ne peuvent souvent dénoncer les sévices que longtemps après les avoir subis.
- Afghanistan : l'avion Air Force One du président américain George W. Bush, qui doit effectuer effectue une tournée de cinq jours en Inde et au Pakistan, s'est posé à Kaboul, sur la base militaire aérienne de Bagram, dans le cadre d'une escale en Afghanistan, qui n'avait pas été annoncée à l'avance, pour des raisons de sécurité. Selon un responsable afghan s'exprimant sous le couvert de l'anonymat, le président des États-Unis sera reçu à déjeuner par son homologue afghan Hamid Karzai.
- Irak : coup de théâtre au procès de Saddam Hussein. L'ancien président déchu reconnaît être le seul responsable du massacre de 148 villageois chiites et de la destruction de leurs vergers, ordonnée à la suite d'une attaque du cortège présidentiel en 1982 à Doujaïl, au nord de Bagdad : « J'ai signé l'ordre du conseil du commandement de la révolution, la plus haute instance du pays ».
- Iran : l'ancien président iranien, Mohammad Khatami, critique son successeur, Mahmoud Ahmadinejad, sur la négation de la Shoah, en déclarant dans la presse que « l'Holocauste est une « réalité historique ».
- Chine (1) : Xiang Junbo, vice-gouverneur de la Banque populaire de Chine (banque centrale) annonce que la Chine va appliquer une loi anti-blanchiment d'argent en mettant sous surveillance les secteurs boursiers et des assurances dans un futur proche, dès 2006.
- Chine (2) : entrée en vigueur en Chine de la « loi sur les Pénalités pour offense à l'ordre public », comportant des dispositions interdisant à la police de recourir à la torture, la menace et le mensonge pour obtenir des confessions, ainsi que l'utilisation de moyens illégaux pour obtenir des preuves. La loi définit des procédures détaillées d'enquête applicables aux personnes poursuivies pour atteinte à l'ordre public, et prévoit que les autorités de police devront également exposer aux inculpés les faits, les raisons et la base légale concernant les pénalités encourues, tout en leur expliquant les droits dont ils jouissent.
- Liban : le Conseil des évêques de la puissante Église maronite demande implicitement, au président prosyrien Émile Lahoud de quitter le pouvoir en lui faisant porter la responsabilité de la paralysie politique et institutionnelle que connaît actuellement le Liban. « Le Président reste seul juge pour décider si son maintien ou son départ est utile au pays, ou s'il nuit à la réconciliation. Il se doit donc de prendre ses responsabilités devant Dieu et l'Histoire », a déclaré le Conseil des évêques maronites, à l'issue de sa réunion mensuelle.
- Palestine : un haut dirigeant du Jihad islamique, Khaled Al-Dahdouh (Abou Al-Walid), chef des Brigades Al-Qods, la branche armée du mouvement, dans la bande de Gaza et en Cisjordanie, est tué par un missile tiré par un drone israélien, au cours d'un raid visant la voiture à bord de laquelle il circulait, près du ministère des Finances dans le sud de Gaza
- Ouzbékistan : Islom Karimov, l'un des dictateurs les plus répressifs d'Asie centrale, fait condamner Nodira Khidoïatova, coordonnatrice de la coalition d'opposition modérée « Ouzbékistan ensoleillé », arrêtée en décembre, au retour d'un voyage en Russie, où elle avait critiqué le pouvoir, à dix ans de prison pour détournement et extorsion de fonds. La coalition Ouzbékistan ensoleillé s'était fait connaître en dénonçant la répression du soulèvement d'Andijan, en mai 2005.

## Jeudi2 mars 2006
- Inde : À l'occasion de la visite de George W. Bush en Inde - la cinquième d'un président américain dans ce pays -, les États-Unis et l'Inde ont conclu un accord historique de coopération nucléaire civile, qui doit encore être validé par le Congrès américain. Si c'est le cas, il permettra à l'Inde de sortir de l'isolement dans le domaine nucléaire et d'obtenir du combustible ainsi que des réacteurs à des fins civiles. L'Inde, puissance nucléaire déclarée depuis 1998, qui n'a jamais signé le Traité de non-prolifération nucléaire (TNP), s'est engagée à dissocier ses programmes nucléaires civils et militaires et à laisser l'Agence internationale de l'énergie atomique (AIEA) contrôler ses installations civiles.
- Pakistan : À la veille du déplacement du président américain George W. Bush au Pakistan, un kamikaze a précipité son véhicule piégé sur la voiture d'un diplomate américain à Karachi. L'attentat a fait quatre morts dont le diplomate ainsi que 52 blessés.
- États-Unis : Le Sénat américain adopte, par 89 voix contre 10, le renouvellement du Patriot Act, une loi antiterroriste promulguée peu après les attentats du 11 septembre 2001. Ce texte sera soumis à la Chambre des représentants la semaine prochaine.
- Canada : Le Mexicain Kobeh Gonzalez est élu président de l'Organisation de l'aviation civile internationale (OACI), instance de l'ONU, chargée d'harmoniser les normes dans le domaine du transport aérien, dont le siège est à Montréal, au Canada. Il succède au Libanais Assad Kotaite. M. Kobeh Gonzalez entrera en fonction le 1er août prochain.
- Australie : François Baroin, ministre français de l'Outre-mer, au cours d'un voyage officiel de deux jours en Australie, signe avec Alexander Downer, ministre des Affaires étrangères et du Commerce, une déclaration tripartite (France, Australie et Nouvelle-Zélande) en matière de surveillance maritime et de lutte contre la pêche illicite dans le Pacifique sud.
- Russie : La Justice russe annonce qu'elle a transmis aux autorités britanniques une demande d'extradition de l'homme d'affaires russe Boris Berezovski, qui a obtenu le statut de réfugié au Royaume-Uni en 2003, en raison de nouvelles accusations criminelles contre lui. L'homme d'affaires russe avait déclaré dans la presse fin janvier qu'il préparait « une prise de pouvoir par la force » en Russie. Le Secrétaire britannique au Foreign Office, Jack Straw, a indiqué à M. Berezovski que le gouvernement britannique pourrait revoir son statut de réfugié à tout moment en raison de ses propos sur le renversement du gouvernement d'un État souverain.
- Côte d'Ivoire : La justice ivoirienne autorise l'extradition vers la France de Youssouf Fofana, principal suspect dans l'affaire du « Gang de Bagneux », qui a enlevé Ilan Halimi, jeune Juif de 23 ans, découvert agonisant le 13 février dans l'Essonne, après avoir été séquestré et torturé pendant plus de trois semaines. L'extradition sera exécutoire quand le président ivoirien Laurent Gbagbo aura signé le décret.
- Israël : Rencontre en Cisjordanie entre le chef de l'opposition travailliste israélienne Amir Peretz et le président de l'Autorité palestinienne Mahmoud Abbas.
- Palestine : Une dizaine d'activistes palestiniens des Brigades des martyrs d'Al-Aqsa, la branche armée du Fatah dirigé par le président de l'Autorité palestinienne Mahmoud Abbas, ont tiré des coups de feu et tenté de pénétrer de force dans le bâtiment du Conseil législatif palestinien (CLP) dans la ville cisjordanienne de Ramallah, tandis que le nouveau président du Parlement, Aziz Dweik, s'y trouvait.
- Italie-Vatican : D'après le rapport d'une commission d'enquête parlementaire, l'URSS aurait commandité l'attentat contre le pape Jean-Paul II en mai 1981. Ces révélations, attribuant la décision de l'attentat au président de l'URSS Léonid Brejnev et son organisation aux services militaires soviétiques, reposent sur les archives d'un ex-agent du KGB passé à l'Ouest au début des années 1990, Vassili Mitrokhine.
- Liban : Ouverture à Beyrouth, à l'invitation du président du Parlement Nabih Berri, de la première réunion du « Dialogue national », convoqué pour dénouer la crise politique qui secoue le pays depuis un an. Ce sommet rassemble quatorze personnalités - les principaux dirigeants libanais musulmans et chrétiens - afin d'examiner les relations tendues entre Beyrouth et Damas, la question épineuse du désarmement du Hezbollah et l'enquête internationale sur l'assassinat le 14 février 2005 de l'ancien Premier ministre, Rafic Hariri. Les participants, parmi lesquels on trouve notamment le druze Walid Joumblatt, les sunnites Saad Hariri et Fouad Siniora, les chrétiens maronites Michel Aoun et Samir Geagea et le secrétaire général du Hezbollah, le chiite Hassan Nasrallah, ont notamment accepté - à l'unanimité - la poursuite de l'enquête internationale sur l'assassinat de Rafic Hariri et la constitution d'un tribunal international.
- Union européenne : La Banque centrale européenne relève son taux directeur d'un quart de point à 2,5 %, son niveau le plus élevé en trois ans, en invoquant un renforcement des risques inflationnistes dans une économie dont l'amélioration se confirme.
- Kosovo : le général Agim Çeku (45 ans), un ancien militaire yougoslave qui dirige depuis la fin de la guerre la TMK – une force de défense civile de quelque 5000 hommes –, est pressenti comme Premier ministre par le nouveau président kosovar Fatmir Sejdiu. Sa nomination risque d'irriter Belgrade et de compliquer encore un peu plus les négociations, démarrées fin février à Vienne, sur le statut final de cette province du sud de la Serbie placée sous protectorat international depuis 1999.
- Irak : les forces américaines annoncent avoir arrêté lundi 27 février, dans la région de Falloujah, à 50 km à l'ouest de Bagdad, 61 membres du réseau Al-Qaïda en Irak, au cours d'un raid contre une de leurs bases d'entraînement, où ils « fabriquaient des bombes ». Le Jordanien Abou Moussab al-Zarqaoui, le chef de la branche irakienne de l'organisation, dont la tête est mise à prix pour 25 millions de dollars par les États-Unis, ne fait pas partie des personnes interpellées.
- Libye : les autorités libyennes, à l'occasion de l'anniversaire des « Comités populaires », libèrent la totalité des 84 membres encore détenus du mouvement islamiste interdit Al-Jamaa al-Islamiya al-Libiya (Groupe islamiste libyen), créé en 1979, dont les orientations sont comparables à celles des Frères musulmans, le mouvement créé en Égypte et qui prône l'instauration, désormais sans violence, d'un État islamique. Pour la plupart étudiants ou universitaires, ils étaient emprisonnés depuis juin 1998, et avaient été condamnés en 2002 à de lourdes peines.
- Russie/Tchétchénie : Ramzan Kadyrov (29 ans), l'homme qui contrôle la plupart des milices et l'économie de la Tchétchénie, est nommé Premier ministre du gouvernement tchétchène prorusse par le président de la petite République caucasienne Alou Alkhanov, avec l'approbation de Vladimir Poutine. Fils du président Akhmad Kadyrov, assassiné en mai 2004, Ramzan Kadyrov était déjà Premier ministre par intérim depuis l'accident de voiture, survenu en novembre, du chef du gouvernement prorusse, Sergueï Abramov, qui a démissionné mardi 28 février. C'est la première fois que le Kremlin autorise la nomination en Tchétchénie d'un premier ministre tchétchène et non d'un Russe.
- Nigéria : Le ministre nigérian de l'Information annonce que plus de 450 000 volailles sont mortes ou ont été abattues dans 126 fermes au Nigeria, à cause de l'épizootie de grippe aviaire.

## Vendredi3 mars 2006
- Viêt Nam : l'ex-star du glam rock britannique Gary Glitter est condamnée à 3 ans de prison pour obscénités sur des fillettes de moins de 13 ans.
- Irak : le gouvernement irakien décrète un couvre-feu diurne pour la journée du vendredi 3 mars après la nouvelle vague d'attentats, qui frappe le pays depuis la destruction, le 22 février, du dôme de la mosquée d'Or de Samarra, haut lieu de culte des chiites. Ce cycle de violences religieuses a fait au moins 478 morts, selon des estimations prudentes diffusées par les autorités, et fait craindre que le pays ne bascule dans la guerre civile.
- France : l'examen du projet de loi sur la recherche, qui prévoit une hausse progressive du budget de la Recherche jusqu'à 24 milliards d'euros en 2010 s'est achevé dans la nuit du jeudi 2 au vendredi 3 mars à l'Assemblée nationale. Déjà approuvé par le Sénat selon la procédure d'urgence (une lecture dans chaque assemblée), le texte fera l'objet d'un vote solennel mardi 7 mars.
- Russie/Palestine : arrivée à Moscou de la délégation du Hamas, pour une visite officielle en Russie, la première dans un pays non arabe, qui donnera à l'organisation islamiste chargée de former le prochain gouvernement palestinien, à la suite de sa victoire aux élections législatives, l'occasion d'avoir pour la première fois des contacts directs avec une puissance impliquée dans le processus de paix israélo-palestinien, la Russie étant membre du Quartette international pour le Proche-Orient, aux côtés des États-Unis, de l'Union européenne et de l'ONU.
- Chine : ouverture à Pékin de la 4e session du 10e Comité national de la Conférence consultative politique du Peuple chinois (CCPPC).
- Polynésie française : Le sénateur UMP de Polynésie Gaston Flosse, ancien président de la Polynésie française, a été mis en examen le 20 février par la juge Anne Barruol, pour « détournement de fonds publics » et « prise illégale d'intérêt » dans l'affaire du rachat de l'atoll Anuanuraro à Robert Wan, à la suite d'une plainte contre X déposée en octobre 2004 par Oscar Temaru, l'actuel président de la Polynésie française.
- Roumanie : la présence du virus H5N1 est confirmée sur des poules dans le village Morteni (sud de la Roumanie), ainsi que sur une oie sauvage retrouvée morte à Buzău (est), annonce le ministère de l'Agriculture.
- Italie : le chef de l'État italien, Carlo Azeglio Ciampi, refuse de signer un décret-loi, adopté deux jours plus tôt par le gouvernement de Silvio Berlusconi, prévoyant diverses mesures d'aide pour le secteur avicole touché par la grippe aviaire, en raison du manque de financement pour les appliquer.

## Samedi4 mars 2006
- France (1) : Youssouf Fofana, considéré comme le chef du « gang des barbares » dans l'affaire Ilan Halimi, a été rapatrié de Côte d'Ivoire aujourd'hui à bord d'un avion Airbus A310 de l'armée de l'air qui s'est posé à 17h30 à l'aéroport Roissy-Charles de Gaulle. Il a été transféré sous très bonne escorte au palais de justice de Paris pour s'y voir soumettre sa mise en examen dans l'affaire Ilan Halimi.
- France (2) : une nouvelle association de « travailleurs du sexe », baptisée « Les Putes », mène sa première action militante, aux abords de l'hôtel Matignon à Paris, où ses membres, qui contestent la loi sur la sécurité intérieure de mars 2003 rendant le racolage passible de 2 mois de prison et 3,750 euros d'amende et du retrait de la carte de séjour pour les étrangers, ont feint de racoler les passants, en demandant l'abrogation des dispositions de cette loi dite « loi Sarkozy », votée il y a trois ans.
- Pakistan : deux jours après l'attentat meurtrier commis jeudi à Karachi, le président américain George W. Bush est arrivé à Islamabad, où il a loué la « courageuse décision », dans un pays en proie à un anti-américanisme radical, du président pakistanais Pervez Musharraf de se joindre à la « guerre contre le terrorisme ».
- Arabie saoudite : le président français Jacques Chirac entame une visite d'État de deux jours en Arabie saoudite, sa quatrième visite dans ce pays clé pour la sécurité de la région, où il tentera de négocier la vente d'avions de combat Rafale et d'un important système de surveillance électronique des frontières baptisé « Miksa ».
- Algérie : l'Algérie a entrepris de libérer d'anciens membres des Groupes islamistes armés (GIA) en vertu d'une amnistie décidée par le président Abdelaziz Bouteflika pour favoriser la réconciliation nationale après 14 ans de conflit civil. Les premiers prisonniers libérés ont quitté ce matin la prison algéroise de Serkadji. Les dernières libérations de détenus remontaient à 1999.
- Suisse : dans une interview publiée par le Basler Zeitung, le président de la Conférence des directeurs cantonaux de l'instruction publique (CDIP), Hans Ulrich Stöckling, s'oppose au port du voile à l'école par les élèves musulmanes, privilégiant liberté d'instruction plutôt que celle de religion.
- Israël : plusieurs milliers d’Arabes israéliens, auxquels s'étaient joints Ramez Djerayssi, le maire communiste chrétien de Nazareth, cheikh Raëd Salah, le chef du mouvement islamiste israélien ; Mgr Michel Sabbah, le Patriarche latin de Jérusalem et plusieurs députés arabes israéliens, notamment Ahmed Tibi, Mohammad Barakeh, Azmi Bishara et Abdel Malek Dehamshe (en), défilent pacifiquement dans les rues de Nazareth pour manifester leur indignation après l'incident survenu la veille dans la Basilique de l'Annonciation, l'un des hauts lieux de la chrétienté, et dénoncer les trois Israéliens, qui ont lancé des pétards dans la Basilique, la plus grande église du Moyen-Orient, qui s’élève sur le site où, selon la tradition chrétienne, l’archange Gabriel a annoncé à Marie qu’elle portait l’enfant Jésus.

## Dimanche5 mars 2006
- Chine : le Premier ministre chinois Wen Jiabao ouvre à Pékin la session annuelle de l'Assemblée nationale populaire (ANP, Parlement) en promettant une nouvelle politique sociale en faveur des pauvres du pays et en annonçant une croissance économique de 8 % pour 2006, un chiffre inférieur aux prévisions des économistes.
- Chine (2) : le ministère de la Santé chinois confirme qu'un homme de 32 ans, décédé le 2 mars dans la province chinoise de Guangdong, a bien été victime du virus H5N1 de la grippe aviaire. L'homme, qui fréquentait régulièrement les marchés aux volailles, a commencé à avoir de la fièvre le 22 février avant de contracter une pneumonie. La Chine a déjà signalé plus de 30 foyers de la souche H5N1 sur son territoire au cours de l'année écoulée, et a totalisé 14 cas humains, dont huit mortels.
- Qatar : dans un enregistrement vidéo diffusé ce jour par Al Jazeera, le numéro deux d'Al-Qaïda, l'Égyptien Ayman al-Zawahri, coiffé d'un turban noir, critique la publication des caricatures de Mahomet dans plusieurs journaux européens déclarant que « les insultes contre le prophète Mahomet ne sont pas le résultat de la liberté d'opinion » ou ajoutant encore que « ce qui est sacré a changé dans cette culture ».
- Bénin : élection présidentielle au Bénin pour permettre à plus de quatre millions d'électeurs de départager 26 candidats à la succession de Mathieu Kérékou à la présidence de la République. L'ancien président, qui est resté trente ans à la tête du pays, n'a désigné aucun dauphin. Trois des candidats sont cités comme favoris : l'ex-président de l'Assemblée nationale Adrien Houngbédji, arrivé 3e au premier tour de la présidentielle de 2001 avec 12,62 %, l'ex-homme fort du gouvernement, Bruno Amoussou, 4e au même scrutin avec 8,59 % des suffrages et l'ex-président de la Banque ouest-africaine de développement (BOAD), Yayi Boni, qui se présente pour la première fois, faisant office d'outsider, selon la plupart des observateurs.
- France : un premier cas de virus hautement pathogène H5N1 de la grippe aviaire a été détecté pour la première fois dans les Bouches-du-Rhône sur un cygne sauvage, dont le cadavre a été découvert à Saint-Mitre-les-Remparts en Camargue. Là encore, les mesures habituelles (zone de protection de trois kilomètres et zone de surveillance de sept kilomètres) sont appliquées.
- France (2) : l'Agence régionale de l'hospitalisation (ARH) de l'île de La Réunion confirme que la fillette de 10 ans, dont le décès en février avait été attribué au chikungunya, a succombé à une méningoencéphalite due au virus qui est donc « la cause directe » de sa mort.
- France (3) : le ministre de la Santé, Xavier Bertrand annonce la création d'une commission d'évaluation du système de veille sanitaire, pour déterminer si celui-ci peut être amélioré.
- Grèce : le ministère grec de l'Agriculture annonce quatre nouveaux cas de virus H5N1 de la grippe aviaire, qui concernent trois cygnes et un cormoran, ce qui porte à 26 le total des cas recensés dans le pays.
- Arabie saoudite : le président de la République française, en visite officielle à Riyad, accompagné d'une importante délégation de personnalités du monde des affaires, en a profité pour saluer l' « esprit de démocratie » amorcé par le nouveau souverain Abdallah ben Abdelaziz Al Saoud.
- Palestine : le Hamas n'est pas inquiet en ce qui concerne les menaces occidentales de suspendre les aides financières à l'Autorité palestinienne, car il est convaincu de sa capacité à trouver des financements ailleurs, selon les déclarations faites à l'agence Reuters du chef de son bureau politique, Khaled Méchaal, qui a ajouté : « Malheureusement, toutes les parties qui cherchent à nous imposer leurs conditions veulent échanger les droits de notre peuple contre de l'argent. Ca ne se passera pas comme ça ».
- Libye : un nouveau Premier ministre, Baghdadi Mahmoudi, est nommé en Libye pour remplacer le libéral Choukri Ghanem, qui quitte le gouvernement.
- États-Unis : lors de la 78e cérémonie des Oscars à Hollywood, le film de Paul Haggis « Collision » remporte l'Oscar du meilleur film, volant par la même occasion la vedette au « Secret de Brokeback Mountain » d'Ang Lee, qui avait été présenté comme le grand favori. Habitué aux seconds rôles, Philip Seymour Hoffman, qui était nommé pour la première fois, a enlevé l'Oscar du meilleur acteur pour sa performance dans « Truman Capote », une biographie du romancier américain auteur de « De sang-froid », tandis que côté actrice, c'est Reese Witherspoon qui a reçu la plus prestigieuse des statuettes pour sa prestation dans Walk the Line, un film sur Johnny Cash, dans lequel elle campe le personnage de la chanteuse de country June Carter. Couronné en 2005 par le Lion d'or de Venise, « Le secret de Brokeback mountain », qui était huit fois nommé n'a finalement reçu que trois récompenses, dont celle de meilleur réalisateur pour Ang Lee. Quatre ans après le réalisateur Jean-Xavier de Lestrade, qui avait été primé pour « Un Coupable idéal », le réalisateur français Luc Jacquet a décroché à son tour l'Oscar du meilleur film documentaire pour « La Marche de l'empereur ».

## Lundi6 mars 2006
- Inde : un triple attentat à la bombe perpétré dans la ville sainte de Vârânasî, haut lieu de pèlerinage hindou et du tourisme, dans le nord de l’Inde, fait au moins 21 morts et 60 blessés.
- Pologne : La grippe aviaire fait son apparition en Pologne : le laboratoire national polonais de Pulawy, dans l'est du pays, confirme le premier cas en Pologne du virus H5N1 hautement pathogène, décelé chez deux cygnes. La Pologne est donc le neuvième pays de l'Union européenne frappé par l'épizootie.
- Autriche : le conseil des gouverneurs de l'Agence internationale de l'énergie atomique (AIEA) se réunit ce lundi à Vienne pour entendre le rapport de son directeur général, l'Égyptien Mohamed el-Baradei, sur le programme nucléaire iranien et prendre acte l'échec des ultimes négociations engagées entre la troïka des grandes puissances de l'Union européenne (Allemagne, France et Royaume-Uni), d'une part, la Russie, d'autre part, et l'Iran pour convaincre ce dernier de mettre fin à ses activités d'enrichissement de l'uranium. La voie sera alors ouverte à l'examen de sanctions, encore fort éloignées.
- République démocratique du Congo : les ministres européens de la Défense doivent préciser, lors d'une réunion aujourd'hui à Innsbruck (Autriche), leurs intentions sur l'envoi d'une modeste force en république démocratique du Congo (RDC) pour aider à sécuriser les élections, prévues en principe en juin.
- États-Unis : la sélection du jury au procès de Zacarias Moussaoui, entamée le 6 février, s'achève à Alexandria, dans la banlieue de Washington. Le procès du terroriste d'Al-Qaïda entre maintenant dans le vif du sujet et devrait se dérouler en deux phases. Durant la première, l'accusation devra prouver « au-delà du doute raisonnable » que le Français est « éligible » à la peine de mort. Si, au terme d'une première délibération, les jurés n'en sont pas convaincus à l'unanimité, le procès prendra fin et Moussaoui retournera en prison jusqu'à la fin de ses jours. S'ils l'estiment au contraire « qualifié », une seconde phase s'ouvrira pour déterminer si la peine capitale est la sanction « appropriée » de ses crimes.
- Palestine : le nouveau parlement palestinien, dominé par le mouvement islamiste Hamas, qui contrôle 74 des 132 sièges du Conseil législatif (CLP, parlement) après sa large victoire aux législatives de janvier, abroge, lors de sa première séance, une série de mesures votées en février par la précédente Chambre contrôlée par le Fatah, notamment la nomination de membres de cette organisation à des postes administratifs clés et la création d'une Cour constitutionnelle dont Mahmoud Abbas nommerait les juges. Les députés du Fatah, formation du président de l'Autorité palestinienne Mahmoud Abbas, s'étaient retirés de l'enceinte avant le vote en signe de protestation.

## Mardi7 mars 2006
- ONU : Dans un rapport de 34 pages à l’Assemblée générale, intitulé « Investir dans l’Organisation des Nations unies pour lui donner les moyens de sa vocation mondiale », le secrétaire général des Nations unies, Kofi Annan, propose, aux États membres une vaste réforme de l’administration de l’ONU, attendue par les dirigeants mondiaux après que l’Organisation eut été secouée par une série de scandales. M. Annan a présenté une série de mesures allant de la délocalisation de certains services au renforcement du système de passation des marchés.
- Royaume-Uni : le Royaume-Uni présente un plan pour privilégier l’entrée dans le pays des immigrés les plus qualifiés et restreindre l’accès des autres, via l’introduction d’un système de points semblable à celui existant notamment en Australie. « Nous voulons que des étudiants viennent dans nos universités et nous voulons les travailleurs hautement qualifiés dont notre économie a besoin, mais nous voulons prévenir les abus du système d’immigration », a expliqué le Premier ministre Tony Blair dans une vidéoconférence devant des étudiants indiens.
- Israël : le ministre israélien de la Défense, Shaoul Mofaz, prévient qu'Israël ne resterait pas sans réagir à une reprise des attentats et que, outre les activistes du Jihad islamique, le Premier ministre palestinien désigné, Ismaïl Haniyeh, ne serait pas à l’abri d’une élimination au cas où le Hamas « poursuivrait ses activités terroristes ».
- Palestine : les députés du Fatah ont décidé de présenter un recours devant la Cour suprême palestinienne demandant l’invalidation d’un vote du Parlement annulant des mesures entérinées par la précédente Chambre le 13 février.
- Palestine (2) : la Banque mondiale (BM) annonce le déblocage d’une aide de 42 millions de dollars à l’Autorité palestinienne, qui fait face à une grave crise financière. Le directeur de la BM pour la Cisjordanie et la bande de Gaza, David Craig, a indiqué que l’octroi de cette aide visait à maintenir à flot les finances du gouvernement palestinien au moment où Israël a gelé le transfert de fonds dus à l’Autorité palestinienne.
- Jordanie : le roi Abdallah II annonce que la Jordanie souhaite organiser une conférence regroupant les chefs religieux d’Irak, où des violences intercommunautaires ont fait des centaines de victimes depuis fin février.
- Liban : la dépouille du sociologue français Michel Seurat, amoureux fou du Liban et du monde arabe, enlevé pendant la guerre civile et mort alors qu'il était retenu en otage avec le journaliste Jean-Paul Kauffmann quitte Beyrouth et ce Levant auquel il vouait une passion peu commune, qui l’a d’ailleurs conduit à la mort, pour Paris à bord d’un avion spécial.
- Iran : le Parlement iranien autorise le gouvernement à puiser à hauteur de 1 940 milliards de rials (212 millions de dollars) dans le « fonds de stabilisation pétrolier », pour achever la centrale nucléaire de Bouchehr, construite par la Russie, dont le chantier a pris du retard (pour des raisons techniques, et non politiques, affirment les Russes). L’Iran espère que la centrale, qui comporte un réacteur et dont le coût est estimé à 800 millions de dollars, sera terminée d’ici à la fin 2006.
- Iran (2) : dans une interview à la chaîne de télévision britannique BBC, le principal négociateur du nucléaire iranien, Ali Larijani avertit que les États-Unis risquent de tomber dans le même piège qu’en Irak s’ils se lancent dans une action militaire contre l’Iran en raison de son programme nucléaire. Le gouvernement américain s’est engagé dans une « guerre psychologique » avec l’objectif de traîner l’Iran devant le Conseil de sécurité des Nations unies, qui pourrait envisager des sanctions économiques et éventuellement même une action militaire.
- Venezuela : le Parlement du Venezuela adopte la modification du drapeau national afin de l’adapter à la « révolution socialiste » du président Hugo Chávez, à l’initiative du projet. Entièrement contrôlé par les partisans du chef de l’État à la suite du boycott des élections législatives par l’opposition en décembre, le Parlement a approuvé l’ajout d’une huitième étoile en hommage au héros national Simón Bolívar, libérateur de l’Amérique latine et inspirateur de l’idéologie du régime. Les députés vénézuéliens ont également modifié le galop du cheval blanc figurant sur l’écusson national afin de le tourner, non plus vers la droite, mais vers la gauche, afin de symboliser l’orientation politique du gouvernement. Le Parlement a également décidé certains ajouts sur l’écusson, tels qu’un kayak, un arc et une flèche représentant les armes des indigènes ou une machette de paysan, en hommage aux racines des descendants d’origine africaine.
- France : le député UDF des Pyrénées-Atlantiques Jean Lassalle entame, sur une banquette de la salle des Quatre colonnes de l'Assemblée nationale, une grève de la faim pour protester contre un projet de délocalisation d'une usine du groupe Toyal, spécialisée dans le traitement d'aluminium pour la production de peinture destinée à l'industrie automobile, installée dans sa circonscription, qui emploie 150 personnes dans la vallée d'Aspe.

## Mercredi8 mars 2006
- Liban : se basant sur des statistiques défavorables à l’école publique, qui n'accueille que 40 % des élèves du Liban - un chiffre qui trahit « la crise de confiance » des Libanais dans l’école publique -, le ministre libanais de l’Éducation nationale, Khaled Kabbani, affirme que le gouvernement est déterminé à relever le défi et annonce le lancement d’un plan national d’éducation pour tous, conformément au protocole dit Dakar 2000, avec comme horizon l’année 2015.
- Syrie : la Syrie célèbre le 43e anniversaire de l’arrivée au pouvoir du Parti Baas, dans l’isolement et sur fond d’accusations internationales dans l’assassinat de l’ancien Premier ministre libanais Rafic Hariri.
- Irak : Bagdad a été le théâtre ce matin d’un spectaculaire enlèvement opéré par des hommes armés vêtus de l’uniforme des commandos de police. La bande d’assaillants a fait irruption dans les locaux de la société al-Rawafed, qui assure des gardes de sécurité, désarmant les 50 employés présents et les contraignant à les suivre vers une destination inconnue.
- France (1) : les manifestations anti-CPE continuent aujourd'hui. Les principaux grévistes sont les jeunes qui sont les premiers concernés. Dominique de Villepin quant à lui reste sur ses positions. À la Sorbonne, près de 300 personnes demandaient de pouvoir rentrer afin de bloquer la fac, ils se sont heurtés aux C.R.S qui ont utilisé les bombes lacrymogènes. Les étudiants se sont réfugiés sur le boulevard Saint-Germain construisant des barricades sauvages, le mouvement s'est arrêté place Saint-Michel où les manifestants se mélangeaient aux touristes éberlués.
- France (2) : le ministre de la Culture Renaud Donnedieu de Vabres annonce la réintroduction de l'article premier du projet de loi sur les droits d'auteur, qu'il avait retiré lundi, qui ouvre la voie à la « licence globale », pourtant rejetée par les artistes et l'industrie du disque.
- France (3) : Yves Bot, procureur général de Paris, entendu par la commission d'enquête parlementaire sur l'affaire d'Outreau, a proposé aux députés la suppression du juge des libertés et de la détention, une fonction créée en 2000 pour décharger le juge d'instruction, qui, selon lui s'avère « être une fausse bonne idée ».
- France (4) : le ministre de l'intérieur et numéro deux du gouvernement, Nicolas Sarkozy entame un déplacement aux Antilles qu'il avait été contraint d'annuler le 7 décembre, en pleine polémique sur la colonisation. On ne sait toujours pas s'il sera reçu par l'ancien député martiniquais Aimé Césaire, qui a répondu à un journaliste de Radio Caraïbes international qui lui demandait, dimanche dernier, s'il comptait recevoir le président de l'UMP, « C'est qui, ce jeune homme ? Pourquoi voudrait-il me rencontrer ? Je ne le connais pas ».
- Iran : le directeur général de l’Agence internationale de l'énergie atomique (AIEA), l'Égyptien Mohamed el-Baradei, exhorte les dirigeants occidentaux et iraniens à « baisser le ton » dans le bras de fer qui les oppose au sujet du programme nucléaire iranien, au terme d’une réunion de trois jours du Conseil des gouverneurs de l’AIEA consacrée au dossier, qui s’est déroulée sur fond d’échange de menaces entre l’Iran et les États-Unis.
- Iran (2) : les ambassadeurs des cinq membres permanents du Conseil de sécurité des Nations unies (Chine, États-Unis, France, Royaume-Uni, Russie) se réunissent à New York pour discuter du dossier nucléaire iranien et jeter les bases d'un futur texte du Conseil.
- Justice internationale : la Serbie-et-Monténégro, accusée par la Bosnie de génocide devant la Cour internationale de justice (CIJ), entame sa plaidoirie en s’interrogeant sur la compétence de la Cour et sur la qualification du crime, lors d’une audience devant la plus haute instance judiciaire des Nations unies. Durant la guerre en Bosnie (1992-1995), la présidence musulmane bosniaque a accusé le régime de Belgrade d’avoir tué, violé, torturé, enlevé, détenu illégalement et exterminé des citoyens de Bosnie-Herzégovine, des accusations contestées par Belgrade.
- Suisse : Hooliganisme : le Conseil des États a adopté une loi contre la violence dans les stades. Mais contrairement au National, il a décidé de limiter sa durée à 2009, soit après l'Eurofoot de 2008 et les Championnats du monde de hockey de 2009.
- États-Unis : la Chambre des représentants américaine a définitivement adopté, par une majorité de 280 voix contre 138, la version définitive d’un texte reconduisant les mesures antiterroristes de la loi Patriot Act de 2001, marquant l’épilogue d’un difficile débat sur les moyens de la guerre contre le terrorisme. Ce vote permet au président George W. Bush de pérenniser la plupart des moyens accordés aux forces de l’ordre pour leurs enquêtes antiterroristes depuis la loi adoptée cinq semaines après les attentats du 11 septembre 2001.

## Jeudi9 mars 2006
- France (1) : les syndicats de salariés (CGT, CFDT, FO, CFTC et la CFE-CGC) et les organisations étudiantes et lycéennes (UNSA, FSU, UNEF, Confédération étudiante, UNL, FIDL) sont convenus d'organiser le samedi 18 mars une journée d'action commune contre le contrat première embauche adopté le jeudi 9 mars au Parlement.
- France (2), Sarthe : Fin pacifique de la Prise d'otage de Sablé-sur-Sarthe, menée par un enseignant au chômage et souffrant de dépression, porteur d'une « arme factice », pendant cinq heures dans une salle de classe du lycée technique Colbert de Torcy à Sablé-sur-Sarthe. Les 23 personnes retenues, dont 20 élèves - des adolescents de 17 et 18 ans -, ont toutes été libérées saines et sauves. L'homme, qui souhaitait attirer l'attention des autorités sur sa situation professionnelle, s'est rendu sans violence.
- France (3) : le Belge Bernard Foccroulle, actuel directeur du Théâtre royal de la Monnaie à Bruxelles, est nommé, pour un mandat de cinq ans prenant effet le 1er janvier 2007, directeur du Festival d'art lyrique d'Aix-en-Provence, où il succédera à Stéphane Lissner, qui se consacrera, après l'édition 2006 du festival à la Scala de Milan, dont il a été nommé directeur.
- France (4) : au cours de la discussion du projet de loi sur les droits d'auteur, après une journée d'échanges houleux, le principe de la licence globale est finalement rejeté par l'Assemblée nationale en l'absence des députés Verts, communistes, socialistes et de l'UDF. Conséquence, le téléchargement gratuit de musique ou de films et le Peer to Peer sont désormais rejetés dans l'illégalité.
- Économie : selon le classement 2006 du magazine américain Forbes des plus grandes fortunes de la planète publié aujourd'hui, le fondateur de Microsoft, l'américain Bill Gates, reste, pour la douzième année consécutive, l’homme le plus riche du monde, avec une fortune passée en un an de 46,5 à 51 milliards de dollars. D’une année sur l’autre, le club des milliardaires a accueilli 102 nouveaux membres pour passer à 793, en grande partie grâce aux performances des places boursières mondiales, selon Forbes. La somme cumulée par ces 793 fortunes s’élève à 2 600 milliards de dollars, soit un peu plus que le Produit intérieur brut de l'Allemagne, 7e économie mondiale.
- Palestine : le Hamas et le Fatah reprennent aujourd’hui à Gaza leurs discussions en vue de la formation d’un gouvernement palestinien de coalition, dont les chances de voir le jour ont été compromises par une passe d’armes parlementaire entre les deux mouvements. Il y a deux jours, le Hamas et le Fatah s’étaient accrochés lors d’une première séance houleuse du nouveau Conseil législatif (CLP, Parlement), après l'annulation par les députés du Hamas d'une série de mesures votées par la précédente Chambre dominée par le Fatah.
- Suisse : le conseil fédéral prévoit un accord de libre échange avec l'UE, notamment au niveau agricole. Cette décision a lieu à la suite de l'échec d'un tel accord avec les États-Unis.
- Union européenne : Dans le conflit opposant la Suisse et l'Union européenne à propos des pratiques fiscales, l'ambassadeur suisse transmet un document de quinze pages à la Commission de Bruxelles, à propos des privilèges fiscaux que certains cantons accordent aux entreprises, qui contreviendraient à l'accord de libre-échange signé en 1972 entre la Suisse et l'Europe, notamment aux dispositions sur les aides d'État.
- Santé : une pandémie de grippe aviaire aura lieu tôt ou tard selon David Nabarro, le coordonnateur des Nations unies pour la grippe aviaire.
- Azerbaïdjan : onze personnes, originaires du même village proche de la capitale, Bakou, dont huit de la même famille, qui possédaient des volailles qui sont tombées malades au cours des semaines précédentes, ont vraisemblablement été contaminées par le virus H5N1 de la grippe aviaire. Trois d'entre elles sont décédées. Des prélèvements doivent être envoyés dans un laboratoire britannique pour confirmation.
- Chine : le Bureau de l'Information du Conseil des Affaires de l'État de Chine publie, pour la septième année consécutive, un dossier comportant des faits et des chiffres sur de graves violations des Droits de l'homme aux États-Unis, dont il dresse une longue liste, en guise de riposte au rapport annuel du département d'État américain sur les droits de l'Homme en Chine.
- Turquie : un attentat-suicide, qui visait une voiture de la police municipale garée devant une salle de sports de la ville, provoque la mort de trois personnes et 19 blessés à Van, dans l'est de la Turquie à majorité kurde. L'attentat n'a pas été revendiqué, mais Les autorités accusent les rebelles séparatistes du Parti des travailleurs du Kurdistan (PKK), particulièrement actif dans cette ville et ses environs.
- Israël : Ehoud Olmert, le Premier ministre par intérim, dont le parti centriste Kadima est donné favori pour les élections législatives du 28 mars, annonce dans une interview au « Jerusalem Post » qu'il compte, s'il remporte le scrutin, tracer, si nécessaire unilatéralement, les frontières définitives d'Israël d'ici 2010. Il veut doter l'État hébreu de « frontières permanentes, par lesquelles nous nous séparerons complètement de la majorité de la population palestinienne et préserverons une majorité juive importante et stable en Israël ».
- Irak : l'armée américaine annonce la fermeture prochaine de la prison d'Abu Ghraib, près de Bagdad, en Irak, tristement célèbre depuis la publication en 2003 de photographies montrant des soldats américains infligeant des sévices à des détenus, et qui avait déjà servi de centre de torture sous le régime de Saddam Hussein. Les 4 500 prisonniers qui y sont enfermés devraient être transférés vers d'autres centres de détention en Irak, dans un délai de un à trois mois.
- Espagne : deux bombes de faible puissance explosent, sans faire de victimes, près d'autoroutes du nord de l'Espagne après des avertissements téléphoniques au nom de l'organisation séparatiste basque ETA. Cette reprise des attentats, après la tentative de négociations, ces dernières semaines, du chef du gouvernement socialiste espagnol, José Luis Zapatero, coïncide avec un appel à la grève générale lancé pour ce jeudi par la vitrine politique de l'ETA, l'organisation basque Batasuna - interdite depuis 2002 - et a pour but de protester contre l'interdiction par le gouvernement de la Communauté autonome basque d'un hommage public à deux détenus du groupe ETA, morts en détention la semaine dernière, l'un d'une crise cardiaque, l'autre par suicide.

## Vendredi10 mars 2006
- France (1) : 100e anniversaire de la catastrophe de Courrières qui le 10 mars 1906, a fait 1099 morts. La plus grande catastrophe industrielle en Europe au XXe siècle.
- France (2) : à l'issue d'une réunion du Conseil de l'université, le président de l'université de Nantes, François Resche adresse une « lettre ouverte » au Premier ministre pour lui demander de suspendre le contrat première embauche, mesure phare de la loi sur l'égalité des chances adoptée par le Sénat le 9 mars, et d'« ouvrir des négociations avec toutes les organisations professionnelles et étudiantes concernées ».
- France (3) : manifestation à Toulouse des éleveurs de bétail des Pyrénées contre le projet de ré-introduction dans cette région de cinq ours, provenant de Slovénie, qui doivent être lâchés entre la mi-avril et début juillet, et viendront rejoindre les 14 à 18 ours actuellement présents dans les Pyrénées.
- France (4) : l'humoriste Dieudonné, qui avait déclaré le 8 février 2004, dans le Journal du dimanche, à propos des Juifs : « Ce sont tous des négriers reconvertis dans la banque, le spectacle et aujourd'hui l'action terroriste », est condamné par le tribunal correctionnel de Paris à une amende de 5 000 euros, à la grande satisfaction des associations qui se sont constitués partie civile : la Ligue internationale contre le racisme et l'antisémitisme (LICRA), l'Union des étudiants juifs de France (UEJF), le Consistoire israélite de France, les Avocats sans frontières et SOS Racisme, qui obtiennent chacune un euro symbolique de dommages et intérêts.
- France (5) : poursuivant en Martinique sa tournée destinée à renouer le dialogue avec les Antillais, Nicolas Sarkozy est reçu après de nombreuses hésitations par le plus célèbre des Martiniquais, Aimé Césaire, le « chantre de la négritude », qui, à l'issue de leur entretien de près d'une heure, a offert au président de l'UMP un exemplaire de son livre « Discours sur le colonialisme », qu'il lui a dédicacé.
- France (6) : Robert Feliciaggi, 64 ans, élu UMP de l'assemblée de Corse, et maire de la commune de Pila-Canale, en Corse-du-Sud, est abattu, peu après 23 h 30, sur le parking de l'aéroport d'Ajaccio, par un inconnu, qui a pris la fuite à bord d'une voiture conduite par un complice qui l'attendait à proximité des bureaux des loueurs de voitures. Atteint par plusieurs balles à la tête. il a été transporté d'urgence vers le centre hospitalier d'Ajaccio, où il est décédé peu après 1h du matin.
- France (7) : des déclarations devant le tribunal, au cours du procès en correctionnelle des emplois fictifs de la Mutuelle nationale des étudiants de France (MNEF), de l'ancien directeur général de la MNEF, Olivier Spithakis, mettent en cause l'ancien Premier ministre socialiste Lionel Jospin et son entourage. Il a confirmé que Marie-France Lavarini, ancienne collaboratrice de Lionel Jospin au PS et au ministère de l'Éducation, avait bénéficié d'un salaire de complaisance par la mutuelle étudiante de 1990 à 1993, à la demande du chef de cabinet de Lionel Jospin, ministre de l'Éducation nationale de 1988 à 1992.
- Union africaine : réunion à Addis-Abeba, (Éthiopie), du Conseil de paix et de sécurité (CPS) de l'Union africaine (UA) pour se prononcer sur le transfert aux Nations unies de sa force de paix au Darfour, région de l'ouest du Soudan en proie depuis trois ans à une sanglante guerre civile. Finalement, au terme de la réunion, soumise à la pression de la communauté internationale, l'Union africaine accepte de prolonger jusqu'au 30 septembre sa mission au Darfour.
- Tchad : le président tchadien Idriss Déby signe un décret de radiation des rangs de l'armée nationale de soixante-dix militaires qui ont déserté ces derniers mois pour rejoindre une rébellion dans l'est du Tchad. Parmi ces militaires radiés figurent les généraux Seby Aguid et Issaka Diar, deux anciens proches du président Deby qui avaient déserté le 17 février alors qu'ils étaient en mission dans l'est du pays, pour négocier avec la rébellion.
- Palestine : depuis Damas, où il vit pour des raisons de sécurité, Khaled Mechaal, le chef du Hamas, rejette le plan du premier ministre israélien par intérim Ehud Olmert visant à fixer unilatéralement les frontières israéliennes, qualifiant le projet de « déclaration de guerre ».
- Iran : rejetant la proposition russe de nouvelles discussions au préalable, la Secrétaire d'État américaine Condoleezza Rice affirme que le dossier de la politique nucléaire iranienne doit être traité maintenant par le Conseil de sécurité des Nations unies.
- États-Unis : première femme à diriger le ministère de l'Intérieur depuis la création de ce département, il y a 156 ans, Gale Norton (51 ans), qui siégeait dans l'équipe gouvernementale de George W. Bush depuis l'arrivée du Texan à la Maison-Blanche, en janvier 2001, confirme son intention de quitter ses fonctions gouvernementales, pour rejoindre, à la fin du mois, le secteur privé.
- Algérie : à l'occasion de la première visite en Algérie de Vladimir Poutine depuis son accession à la présidence russe, l'Algérie et la Russie concluent un accord pour la signature d'un contrat d'équipement militaire portant sur l'acquisition pour 7,5 milliards de dollars de chasseurs et de systèmes de défense aérienne. Dans le cadre de cet accord, la Russie a accepté, pour sa part, d'effacer les 4,74 milliards de dettes contractées par l'Algérie auprès de Moscou dans les années 1960 et 1970, sous l'ère soviétique.
- Kosovo : la nomination d'Agim Çeku, ancien commandant de la guérilla kosovare, accusé de crimes de guerre par Belgrade, au poste de Premier ministre du Kosovo est entérinée par le Parlement de la province autonome du sud de la Serbie, par 65 voix contre 33.
- Italie : le Parquet de Milan réclame la tenue d'un procès contre Silvio Berlusconi dans une affaire de corruption impliquant également l'époux de la ministre de la Culture britannique. Berlusconi est poursuivi pour « corruption en actes judiciaires ». Il est soupçonné d'avoir versé 600 000 dollars à l'avocat d'affaires britannique David Mills en échange de faux témoignages et de destruction de documents lors de deux procès intentés contre lui en 1997 et 1998. Cette annonce tombe au plus mal pour le président du Conseil italien à un mois des élections législatives des 9 et 10 avril, qui s'annoncent serrées.
- Irak : le corps de l'otage américain Tom Fox (54 ans), qui faisait partie des quatre membres de l'ONG « Christian Peacemaker Teams » enlevés en Irak le 26 novembre dernier, a été retrouvé, selon une annonce d'un porte-parole du département d'État américain.
- Indonésie : la grippe aviaire a tué une 22e personne en Indonésie confirmée par des analyses réalisées par l'Organisation mondiale de la santé (OMS), selon une annonce d'un porte-parole du ministère de la Santé indonésien. Cette dernière victime est une enfant de 12 ans, Hanif Cahaya Fitri, décédée le 1er mars dans un hôpital de Solo (centre de l'île de Java).
- ONU : le Japon présente une proposition au comité budgétaire de l'Assemblée générale de l'ONU, demandant aux cinq membres permanents du Conseil, à savoir les États-Unis, la Russie, le Royaume-Uni, la Chine et la France, de payer chacun au moins de 3 % à 5 % des cotisations de l'ONU, ce qui amènerait la Chine et la Russie, qui assurent actuellement seulement 2,1 % et 1,1 % de la totalité, à payer beaucoup plus qu'avant.
- Pérou : à un mois de l'élection présidentielle du 9 avril, la campagne électorale au Pérou entre dans sa dernière ligne droite avec la guerre des sondages mettant actuellement aux prises trois candidats : Lourdes Flores Nano pour l’alliance de droite Unité nationale (UN), l'ancien président Alan Garcia, candidat du Parti apriste péruvien (PAP), et le militaire à la retraite Ollanta Humala pour le Parti nationaliste péruvien (PNP). Le dernier sondage attribue 27 % à Flores, 20 % à Garcia et 19 % à Humala, après une série de dénonciations contre l’ex-militaire et candidat nationaliste pour de supposées violations des droits humains quand il combattait la guérilla du Sentier lumineux.
- Planète Mars : la sonde spatiale américaine Mars Reconnaissance Orbiter (acronyme MRO), qui a quitté la Terre en août 2005 pour une odyssée de 500 millions de kilomètres en direction de Mars, exécute avec succès les délicates manœuvres lui permettant d'entrer en orbite autour de la planète rouge, qu'elle étudiera pendant une période nominale de deux ans.

## Samedi11 mars 2006
- France (1) : l'université de la Sorbonne, occupée par 200 manifestants hostiles au contrat première embauche (CPE) depuis une douzaine d'heures, est évacuée par les forces de l'ordre vers 3 h 45, sur réquisition du recteur de l'Académie de Paris, chancelier des universités. Au cours de l'évacuation, les C.R.S ont interpellé onze personnes.
- France (2) : le lanceur spatial européen Ariane-5 ECA (la version lourde de la fusée) effectue avec succès - après trois reports depuis le 21 février - son premier tir de l’année 2006, depuis le Centre spatial de Kourou, en Guyane, et met en orbite deux satellites représentant une charge de près de 7,8 tonnes : Spainsat, un satellite militaire de communication qui doit tripler les capacités de communications gouvernementales sécurisées espagnoles et Hot Bird 7A, géré par l’opérateur européen Eutelsat, satellite de diffusion pour la radio et la télévision.
- Serbie-et-Monténégro : mort dans sa cellule de la prison de La Haye, où il comparaissait devant le Tribunal pénal international pour l'ex-Yougoslavie, depuis février 2002, inculpé de plus de soixante chefs d'accusation, pour génocide et crimes de guerre commis pendant les guerres des Balkans, de l'ancien président de Serbie et de la république fédérale de Yougoslavie Slobodan Miloševic (64 ans). On ignore à cette heure les causes de son décès, mais on sait que l'ex-président serbe souffrait de problèmes de santé à répétition qui avaient retardé son procès.
- Iran : selon un projet de texte établi conjointement, Européens et Américains proposent que le Conseil de sécurité des Nations unies donne deux semaines à l'Iran pour arrêter ses activités nucléaires suspectes. Cette proposition d'ultimatum doit encore recevoir l'aval de la Russie et de la Chine.
- Chili : investiture de la nouvelle présidente du Chili, Michelle Bachelet, au cours d'une cérémonie, dans la ville portuaire de Valparaíso, à 110 km à l'ouest de Santiago, en présence de plus de trente chefs d'État, dont le nouveau président bolivien Evo Morales. Elle devient ainsi la première femme de l'histoire à accéder au poste de chef de l'État dans son pays et la sixième en Amérique latine.
- Suède : Mats Söderlund, alias Günther, joue pour la première fois son single Like Fire Tonight au Melodifestivalen (Swedish Song Contest) avec les Sunshine Girls.
- Formule 1 : le septuple champion du monde de Formule 1, l'Allemand Michael Schumacher, sur Ferrari, réalise, en 1 min 31 s 431 le meilleur temps des essais qualificatifs du Grand Prix de Bahreïn, première épreuve du championnat du monde 2006, égalant ainsi le record de « pole positions » (65), détenu jusque-là par le Brésilien Ayrton Senna. Il aura à ses côtés sur la grille départ son nouveau coéquipier brésilien Felipe Massa, âgé de 24 ans.

## Dimanche12 mars 2006
- France (1) : le Premier ministre Dominique de Villepin confirme, lors d'une intervention de vingt minutes dans le journal de 20 h 00 de TF1, la mise en œuvre du CPE. Il propose de compléter le dispositif par de nouvelles garanties, comme un complément de rémunération permettant d'avoir une formation en cas de licenciement, ou la création d'un référent pour accompagner et conseiller les jeunes salariés.
- France (2) : Yves Chastan, qui conduisait une liste PS-PC-Verts, remporte, dès le premier tour, l'élection municipale de Privas, (Ardèche). Avec 55 % des voix, sa liste devance celle du maire sortant Michel Valla (UMP), qui obtient 34 % des voix, et celle de son ancien adjoint Christian Farjot, UMP également, qui ne recueille que 11 % des voix. C'est la plus petite préfecture de France qui passe à gauche pour la première fois depuis 1945.
- France (3) : le projet de rapprochement entre les groupes Caisse d'épargne et Banque populaire, destiné à donner naissance à la deuxième banque française avec une part de marché de 20 à 22 %, entre dans une phase active avec la réunion des conseils d'administration des deux banques. Ce projet se heurte toujours à l'opposition de la Caisse des dépôts et consignations, qui « ferait jouer son droit de veto » sur ce sujet.
- Chine : Dans une interview accordée à l'agence de presse Xinhua, le président de la Cour populaire suprême, Xiao Yang - ancien ministre de la Justice de 1993 à 1998 - indique que la Chine n'est pas disposée à abolir la peine de mort pour le moment, même s'il considère qu'elle « doit être appliquée avec prudence ».
- Colombie : la coalition des partis favorables au président Álvaro Uribe arrive en tête des élections législatives en Colombie, selon les premiers résultats, après dépouillement de 67 % des bulletins de vote.
- Centrafrique (1) : La présidence centrafricaine accuse le président déchu Ange-Félix Patassé, en exil au Togo, renversé par la force en mars 2003 par l'actuel président François Bozizé, et certains dirigeants de son parti, le MLPC (Mouvement de libération du peuple centrafricain), de déstabiliser la Centrafrique en formant des « rebelles » à la frontière avec le Soudan.
- Centrafrique (2) : L'opposant historique centrafricain Abel Goumba cède la tête de son parti, le Front patriotique pour le progrès (FPP), à son fils Alexandre Goumba (49 ans), élu par acclamation des militants à la présidence du comité central du parti, au terme d'une assemblée générale extraordinaire.
- Formule 1 : Fernando Alonso (Renault) remporte le Grand Prix de Bahreïn, avec 1 s 246 d'avance sur Michael Schumacher (Ferrari) et 19 s 360 sur Kimi Räikkönen (McLaren), parti de la dernière place.

## Lundi13 mars 2006
- Iran (1) : L'Iran annonce son intention de construire, après celle de Bouchehr (sud de l'Iran) d'une capacité de 1000 mégawatts, qui devrait entrer en fonction fin 2007, une seconde centrale nucléaire. Les travaux devraient débuter dans les six prochains mois. Cette annonce, qui risque de provoquer le courroux de la communauté internationale, intervient alors que le dossier nucléaire iranien doit être examiné cette semaine par le Conseil de sécurité des Nations unies.
- Iran (2) : Le ministre iranien des affaires étrangères, Manouchehr Mottaki, évoque la possibilité que son pays abandonne le traité de non-prolifération nucléaire. Le porte-parole de la diplomatie iranienne, Hamid Reza Assefi, quant à lui, assure que « jamais » Téhéran n'obéirait à une injonction du Conseil de sécurité des Nations unies d'arrêter son enrichissement d'uranium.
- Iran (3) : Les cinq membres permanents du Conseil de sécurité des Nations unies se réunissent pour des consultations informelles - les troisièmes en une semaine - à la mission américaine aux Nations unies à New York, mais sans parvenir à rapprocher leurs points de vue divergents sur la manière de répondre à la crise du nucléaire iranien.
- France (1) : les agents des quatorze sites stratégiques de Gaz de France (GDF) se mettent en grève pour marquer leur opposition à la privatisation de l'entreprise. Selon les sections CGT et FO du terminal de Fos-sur-Mer, la journée nationale d'action est suivie par 70 % des agents des sites stratégiques des terminaux méthaniers de Fos et de Montoir-de-Bretagne (Loire-Atlantique) et des douze sites de stockage souterrain situés essentiellement dans la moitié nord de la France.
- France (2) : Robert Louis-Dreyfus (l'actionnaire majoritaire du club), Rolland Courbis (l'ancien entraîneur) et douze agents de joueurs ou ex-dirigeants de l'Olympique de Marseille comparaissent devant la sixième chambre du tribunal correctionnel de Marseille pour des transferts suspects. La justice soupçonne les prévenus d'avoir mis en place un système de « surfacturations, fausses factures et règlements occultes », liés à une quinzaine de transferts de joueurs réalisés entre 1997 et 1999, dont ceux de Laurent Blanc, Fabrizio Ravanelli ou Claude Makélélé.
- France (3) : Le rappeur, Monsieur R, de son vrai nom Richard Makela, comparait devant le tribunal correctionnel de Melun (Seine-et-Marne) pour « diffusion de message violent, pornographique ou contraire à la dignité accessible à un mineur », à la suite d'une plainte de Daniel Mach, député UMP des Pyrénées-Orientales. Son procès est reporté au 29 mai.
- France (4) : On indique de sources judiciaires que le groupe pétrolier Total, son directeur juridique et deux de ses filiales, ainsi que onze autres personnes physiques ou morales, mises en examen dans le naufrage du pétrolier « Erika » en décembre 1999, seront jugés du 30 octobre au 27 décembre 2006 pour « pollution maritime » par le tribunal correctionnel de Paris.
- ONU : Réunie à Genève pour l'ouverture de sa session annuelle, la Commission des Droits de l'Homme du Haut-Commissariat des Nations unies aux droits de l'homme (HCDH) suspend ses travaux, pour donner le temps aux pays membres de se mettre d'accord sur la création du Conseil des droits de l'Homme, qui doit lui succéder.
- Australie : À la veille de l'arrivée de la reine Élisabeth II du Royaume-Uni, qui doit officiellement ouvrir mercredi 15 mars à Melbourne les Jeux du Commonwealth (15-26 mars), les Aborigènes, pour qui l'envahissement de l'Australie par la Grande-Bretagne en 1788 reste une plaie ouverte, manifestent et menacent de poursuivre la souveraine britannique pour génocide. Cette annonce fait suite au constat de l'absence d'un texte reconnaissant l' « injustice » de la condition des Aborigènes depuis l' « invasion » britannique.
- Angola (1) : le chef d’état-major de l’armée angolaise, le général Agostinho Nelumba, admet que les séparatistes sont toujours actifs dans la province pétrolière de Cabinda (nord), les accusant d’« actions de banditisme » en dépit de négociations engagées avec le gouvernement. Enclavée entre le Congo-Brazzaville et la république démocratique du Congo (RDC), Cabinda produit l’essentiel du pétrole angolais, qui génère plus de 90 % des recettes du pays.
- Angola (2) / Santé publique : Six personnes sont mortes du choléra à Luanda, selon une annonce du service de santé de la ville dans un communiqué informant la population de l'épidémie. Le foyer de choléra a été localisé dans le bidonville de Boa-Vista, proche de la baie de Luanda, où les premiers cas suspects avaient été enregistrés le 13 février.
- Burundi : Le gouvernement burundais est prêt à négocier avec la rébellion des Forces nationales de libération (FNL), si la demande vient de l’initiative régionale pour le Burundi. Selon le gouvernement, « la Tanzanie a été chargée d’amener les FNL à la table de négociation : elle doit maintenant envoyer un rapport à l’initiative régionale qui a seule la prérogative de décider de la suite à donner à cette demande ».
- République démocratique du Congo : À l'étape de Mbuji-Mayi, dans la province du Kasaï-Oriental, le Secrétaire général adjoint de l’ONU aux opérations de paix, Jean-Marie Guéhenno, fait remarquer, lors de sa rencontre avec les partis politiques et les acteurs de la société civile, que « le Conseil de sécurité de l'ONU ne peut décider de la réouverture des bureaux de vote ».
- Liberia : Le gouvernement libérien demande au Nigeria d’extrader l’ancien président Charles Taylor.
- Cameroun : Après le Nigeria, l'Égypte et le Niger, trois pays où la découverte du virus H5N1 avait été annoncée le mois dernier, le Cameroun devient le quatrième pays africain touché par le virus mortel de la grippe aviaire, la maladie ayant été détectée chez un canard d'élevage dans l'extrême-nord du pays. Cette nouvelle vient confirmer les craintes des experts de voir s'étendre l'épizootie en Afrique.
- Birmanie : Selon l'Organisation des Nations unies pour l'alimentation et l'agriculture (FAO), le virus H5N1 de la grippe aviaire a été identifié parmi 112 poulets retrouvés morts il y a une semaine dans des élevages de la région de Mandalay, dans le centre du Myanmar (ex-Birmanie). Il s'agit des premiers cas officiels répertoriés dans le Myanmar, qui partage des frontières avec la Chine, la Thaïlande et le Laos, où la souche hautement pathogène du virus H5N1 a déjà été confirmée à plusieurs reprises.
- États-Unis (1) : Coup de théâtre au procès du Français Zacarias Moussaoui, considéré comme membre d'Al-Qaïda, suspendu pendant 48 heures par la juge Leonie Brinkema, afin de mesurer les conséquences d'une grave violation des droits de la défense, qui pourrait entraîner une annulation de la procédure. Une avocate travaillant pour le gouvernement - chargée de coordonner sept témoins qui devaient être interrogés sur les activités de l'Administration fédérale du transport aérien avant le 11 septembre - leur a communiqué une transcription de la première journée d'audience du 6 mars, ce qui est strictement interdit. Cette erreur de procédure pourrait épargner au détenu la peine de mort et le condamnerait à la perpétuité.
- États-Unis (2) : La construction du monument en hommage à la mémoire des victimes des attentats du 11 septembre 2001 débute officiellement, à New York, sur le site du World Trade Center. Plusieurs familles de victimes, estimant que seul le maintien du site tel quel permettra d'honorer dignement la mémoire de leurs proches disparus, s'opposent à cette construction. Elles se sont rassemblées aux abords de Ground Zero et ont saisi la justice pour tenter d'empêcher les travaux.
- ONU : La Chine, par la voix de son vice-représentant auprès de l'ONU, Zhang Yishan, fait savoir qu'elle ne peut accepter la proposition japonaise, portant sur la révision des parts de cotisation à l'ONU et l'établissement d'une proportion minimale pour les membres permanents du Conseil de sécurité.
- Chine : à la suite d'un coup de grisou survenu à 03 H 25 du matin dans une mine de charbon, près de la ville de Erdos dans la région autonome de Mongolie-Intérieure en Chine du nord, alors que trente-quatre mineurs y travaillaient, dix-sept mineurs ont été tués et cinq autres sont toujours bloqués au fond d'un puits. Douze mineurs ont pu être sauvés. Le propriétaire de la mine, Li Zhongfu, ne possédait pas de licence de production, et est actuellement détenu par la police.
- Caraïbes : Cuba et le Brésil préparent un accord de coopération avec la Communauté Économique Caribéenne (CARICOM), dans le domaine de la lutte contre le sida, en vue de venir en aide aux 500 000 malades porteurs du virus dans les quinze pays de l'organisation régionale. Cuba se chargera de la formation du personnel qui soignera et traitera les porteurs du virus et le Brésil fournira les médicaments. Cette aide est évaluée à 2,5 millions de dollars.
- Haïti : Le président brésilien, Luiz Inácio Lula da Silva, confirme la volonté de son pays de maintenir les 1 200 soldats brésiliens intégrés à la Mission des Nations unies pour la stabilisation d’Haïti (MINUSTAH) en Haïti tout le temps nécessaire, suivant les vœux des autorités haïtiennes et de celles des Nations unies. Le président élu d'Haïti, René Préval, estime, quant à lui, que la présence des troupes onusiennes sera nécessaire « jusqu’à ce qu’on puisse consolider la structure policière haïtienne, de manière à ne pas créer un vide » en matière de sécurité.

## Mardi14 mars 2006
- France : Critiqués depuis le fiasco de l'affaire d'Outreau, les magistrats, à l'appel de leurs syndicats - le Syndicat de la magistrature (SM), l'Union syndicale des magistrats (USM) et FO-Magistrature -, ouvrent les Palais de justice aux parlementaires et aux citoyens, pour une journée de mobilisation, dans le but de « rétablir le lien nécessaire entre la justice, le Parlement et la cité ». Plusieurs députés membres de la commission d'enquête parlementaire sur Outreau, notamment le président André Vallini (PS) et le rapporteur Philippe Houillon (UMP), ont prévu de venir visiter le Palais de justice de Paris.
- France (2) : À Berlin, où, en l'absence de Dominique de Villepin - qui réunit ce soir en séminaire ses ministres - il participait à un Conseil des ministres franco-allemand, Jacques Chirac, au cours d'une conférence de presse conjointe avec Angela Merkel, vole au secours du chef du gouvernement, malmené par la contestation anti-CPE : « Il va de soi que je soutiens totalement et sans réserve l'action conduite par le premier ministre et par le gouvernement français ».
- Amérique latine : Le Tribunal latinoaméricain de l’eau (TLA), organisme civil qui tient cette semaine à Mexico une session parallèle au 4e Forum mondial de l’eau, qui doit s’ouvrir le 16 mars, estime qu’il y a une crise aiguë de l’eau dans cinq pays de l’Amérique latine et des Caraïbes : le Salvador, la République dominicaine, Haïti, le Pérou et le Mexique. Cette situation est due, selon Javier Bogantes, directeur du TLA, à un cuisant problème de planification, à l’absence de contrôle de la part de l’État et à la corruption politique.
- Venezuela : Ouverture dans l’île de Margarita, au Venezuela, sous les auspices de l’Organisation des États américains (OEA), d'une conférence sur le trafic d’êtres humains en Amérique latine. Le trafic humain concerne divers cas d’exploitation d’êtres humains, et s’étend de l’esclavage à l’exploitation sexuelle, en passant par le commerce d’organes et le trafic de femmes et d’enfants. Lors de cette rencontre, des recommandations doivent être produites à l’intention de la prochaine assemblée des ministres de la Justice de l’OEA.
- Serbie-et-Monténégro (1) : La question des obsèques de l'ancien président de Serbie et de la république fédérale de Yougoslavie Slobodan Miloševic constitue un véritable casse-tête pour le gouvernement serbe. Mirjana Markovic, épouse de Slobodan Miloševic, et leur fils Marko ont semble-t-il décidé que l'enterrement aurait lieu à Belgrade. D'ores et déjà, le président de Serbie Boris Tadic a exclu catégoriquement des funérailles d'État, malgré d'intenses pressions des milieux nationalistes. En outre, Mirjana Markovic est sous le coup d'un mandat d'arrêt pour abus de pouvoir et serait exilée depuis 2003 en Russie, tout comme son fils Marko et le frère de l'ex-président, Borislav Miloševic.
- Serbie-et-Monténégro (2) : le Tribunal pénal international pour l'ex-Yougoslavie prononce officiellement la fin du procès de Slobodan Miloševic, ouvert depuis plus de quatre ans, pour crime contre l'humanité en ex-Yougoslavie. Plus tard dans la journée, la justice serbe lève le mandat d'arrêt contre Mirjana Markovic, sa veuve.
- Chine (1) : Clôture de la session annuelle de l'Assemblée populaire nationale (APN, parlement chinois) à Pékin, les délégués se sont séparés après avoir adopté une série de documents majeurs pour le développement socio-économique du pays. Les députés ont approuvé à une écrasante majorité (plus de 97 %) le rapport d'activités du gouvernement et le 11e Plan quinquennal de développement socio-économique. Ils ont adopté le Plan de développement de 2006 et certains rapports présentés par le Comité permanent de l'APN, de la Cour populaire suprême et du Parquet populaire suprême.
- Chine (2) : La Chine et la Corée du Sud discutent à Pékin de la reprise des pourparlers à six regroupant la Chine, la république populaire démocratique de Corée (RPDC), les États-Unis, la Corée du Sud, la Russie et le Japon, suspendus à l'issue de la première phase du 5e cycle des négociations, qui s'est déroulée à Pékin en novembre dernier.
- Chine (3) : La Chine et l'Australie souhaitent coopérer dans le domaine de l'utilisation pacifique de l'énergie nucléaire sur la base de l'égalité et de la réciprocité, selon une déclaration du porte-parole du ministère chinois des Affaires étrangères.
- Chine (4) : Lors d'une conférence de presse, tenue à Pékin peu après la clôture de la session annuelle de la 10e Assemblée populaire nationale (APN, parlement chinois), le Premier ministre chinois Wen Jiabao annonce que la Chine infligera une punition sévère à tout individu qui réquisitionnera illégalement des terres de paysans.
- Chine (5) : Le groupe nucléaire français Areva aurait perdu un contrat pour la construction de quatre centrales nucléaires en Chine, en négociation depuis 18 mois, au profit de son concurrent américano-britannique Westinghouse - racheté en janvier par le japonais Toshiba - en refusant de se plier aux exigences chinoises en matière de transfert de technologie, ce qui aurait permis aux Chinois de fabriquer eux-mêmes les futures unités.
- Corée du Sud : Le premier ministre sud-coréen Lee Hae-chan, éclaboussé par des accusations de corruption, remet sa démission, au président Roh Moo-hyun, qui l'a acceptée.
- Burundi : La ministre burundaise de la Justice, Clotilde Niragira, annonce la libération d’un dernier groupe de 1 864 prisonniers politiques, essentiellement des Hutus accusés de massacres de Tutsis, indiquant que « La Commission chargée d’identifier les prisonniers politiques a terminé son travail ». Ces nouvelles libérations portent à 3 299 le nombre de détenus libérés depuis janvier dans le cadre de la politique de réconciliation nationale.
- Palestine (1) : Lors d'un raid spectaculaire contre la prison de Jéricho, les forces israéliennes obtiennent la reddition de six détenus palestiniens, dont Ahmed Saadat, le chef du FPLP, considéré comme l'organisateur de l'assassinat du ministre israélien Rehavam Zeevi en 2001.
- Palestine (2) : Bande Gaza : Enlèvement de deux Françaises membres de Médecins du Monde. À 21 h 30, le ministère des Affaires étrangères annonce qu'elles ont été libérées.
- Palestine (3) : Le dirigeant palestinien Mahmoud Abbas, en visite à Strasbourg décide d'écourter la tournée qu'il effectue en Europe et de regagner immédiatement les territoires palestiniens, en raison de la situation créée par l'attaque israélienne contre la prison de Jéricho.
- Italie : Le président du conseil italien Silvio Berlusconi et son adversaire Romano Prodi, candidat de la coalition de centre-gauche, se retrouvent pour le premier des deux débats télévisés qui les opposeront d'ici aux élections législatives des 9 et 10 avril prochains.
- Soudan : Le gouvernement soudanais réitère son opposition au déploiement d’une force de paix de l’ONU au Darfour « même si aucun accord de paix n’est signé », affirmant que le rôle de l’ONU devait se limiter à l’aide au développement. Le gouvernement n’accepterait pas que l’ONU viole la souveraineté du Soudan, ni que la Cour pénale internationale (CPI) juge des Soudanais suspectés d’implication dans des crimes liés au Darfour.
- Côte d’Ivoire : Le chef de la rébellion ivoirienne des Forces nouvelles, Guillaume Soro, de retour à Abidjan après un an d'absence, rencontre le président Laurent Gbagbo pour discuter du processus de paix, et souhaite « reprendre sa place » au sein du gouvernement de transition.
- Haïti : Le nouveau président haïtien, René Préval, achève une tournée en Amérique latine. Lors d’une rencontre à Buenos Aires avec le président argentin, Nestor Kirchner, M. Préval réclame l’augmentation et le maintien de la MINUSTAH en Haïti.
- Éthiopie/Érythrée : Le Conseil de sécurité des Nations unies proroge pour une période d’un mois le mandat de la MINUEE (résolution 1661) et demande aux parties qu’elles s’abstiennent de recourir à la menace ou à l’emploi de la force.
- Tchad: Une tentative de coup d'État contre le président Idriss Déby est déjouée .

## Mercredi15 mars 2006
- Australie : Ouverture des Jeux du Commonwealth
- Serbie-et-Monténégro : La dépouille de Slobodan Miloševic quitte ce mercredi les Pays-Bas pour la Serbie, où l'ancien président serbe sera inhumé jeudi ou vendredi. Milorad Vučelić, le vice-président du Parti socialiste serbe - l'ancienne formation de Slobodan Miloševic -, confirme qu'un accord avait été trouvé pour organiser « des funérailles dignes pour notre président défunt » à Belgrade.
- Chine : La Chine envisage d'ouvrir toutes ses lignes aériennes civiles à Hong Kong, en vue de baisser les frais de transit des marchandises pour permettre à Hongkong de renforcer sa position, en tant que l'un des ports de transit les plus importants du monde. L'administration de l'Aviation civile de Chine prévoit d'ouvrir petit à petit le ciel chinois aux compagnies étrangères, principalement les lignes de la moitié ouest de la Chine.
- États-Unis : Plus de 400 intellectuels, artistes et activistes du monde entier signent une pétition demandant la fermeture des centres d’incarcération américains à Guantanamo, territoire cubain sous contrôle des États-Unis. « La Commission des Droits de l’Homme (des Nations unies) ou le Conseil qui la remplacera doit exiger la fermeture immédiate de ces centres de détention arbitraire créés par les États-Unis et la cessation de toutes les flagrantes violations de la dignité humaine », lit-on dans cette déclaration. Le document porte la signature de plusieurs prix Nobel, dont José Saramago, écrivain portugais, Harold Pinter, dramaturge britannique, Nadine Gordimer, femme de lettres sud-africaine, Adolfo Perez Esquivel, intellectuel argentin, Rigoberta Menchu, dirigeante des Indiens guatémaltèques, Wole Soyinka, du Nigeria, Dario Fo, dramaturge italien.
- Bosnie-Herzégovine : Les troupes de l’Eufor et de l’Otan en Bosnie indiquent avoir saisi des documents chez un Serbe soupçonné d’appartenir au réseau de soutien à Radovan Karadžić, visant à localiser le fugitif inculpé de génocide par le Tribunal pénal international pour l'ex-Yougoslavie (TPIY) pour son rôle dans la guerre en Bosnie de 1992-1995.
- Soudan/Darfour : Le représentant spécial du Secrétaire général de l’ONU au Soudan, Jan Pronk, déclare que la situation au Darfour « est sombre alors que des combats ont lieu tous les jours ». Selon lui, « des miliciens montés sur des chameaux lancent des attaques contre les villages dans le sud du Darfour, ce qui a provoqué la mort de quelque 400 personnes depuis février ».
- Côte d’Ivoire : Les membres du gouvernement de transition ivoirien se réunissent au grand complet à Abidjan en Conseil des ministres en présence, pour la première fois en 16 mois, du chef de la rébellion ivoirienne des Forces nouvelles, Guillaume Soro. Le désarmement des belligérants et l’identification des populations constituent les principaux dossiers de la transition ivoirienne.
- République démocratique du Congo : À son départ de Kinshasa, le Secrétaire général adjoint de l’ONU aux opérations de paix, Jean-Marie Guéhenno, met en garde les acteurs politiques congolais contre « la politique de la chaise vide », appelant à une participation de tous aux élections du 18 juin en république démocratique du Congo, et faisant remarquer à propos des réticences à entrer dans le processus électoral de plusieurs formations politiques, que « les acteurs politiques donnent quelquefois l’impression d’avoir peur des élections ».
- ONU : L'Assemblée générale de l'ONU adopte par 170 voix (sur 191 pays membres), la création du Conseil des droits de l'homme, qui va remplacer la Commission du même nom, malgré l'opposition des États-Unis, qui ont voté contre, jugeant insuffisants les nouveaux garde-fous posés pour garantir l'exclusion des pays indésirables. C'est la présence trop fréquente, au sein de l'ancienne Commission, de pays peu respectueux des Droits de l'homme, qui a conduit au remplacement d'un organisme onusien discrédité.
- France (1) : Dix-sept universités, sur un total de 84, sont entièrement bloquées en fin de journée par les étudiants qui manifestent contre le contrat première embauche (CPE), soit deux de plus que dans la matinée, précise le ministère de l'Éducation nationale. Par ailleurs, 34 autres sont perturbées à des degrés divers.
- Espagne : Un navire-hôpital de la marine espagnole découvre 24 corps au large des côtes de Mauritanie, au sud des îles Canaries. Les victimes, provenant apparemment de l'Afrique subsaharienne, tentaient vraisemblablement d'atteindre clandestinement l'archipel espagnol des îles Canaries.

## Jeudi16 mars 2006
- Mexique : Ouverture à Mexico du IVe forum mondial de l'eau, réunion organisée tous les trois ans par le Conseil mondial de l'eau, rassemblant l’ensemble des acteurs impliqués dans le domaine de l'eau et de l’assainissement. Il constitue l’occasion unique de partager expériences et réflexions afin d’influencer les politiques de l’eau. Le défi est immense : 1,1 milliard de personnes n’ont pas un accès convenable à l'eau potable et 2,4 milliards ne disposent pas d’assainissement. (site officiel du Forum (en anglais))
- Irak : L'armée américaine lance, dans la région de Samarra - à une centaine de km au nord de Bagdad -, où la mosquée d'or, l'un des principaux lieux saints chiites, a été détruite le mois dernier par un attentat, sa plus grande offensive aérienne et terrestre en Irak depuis l'invasion de 2003. L'état-major américain précise que cette opération implique plus de 50 avions, 1.500 militaires irakiens et américains et 200 véhicules tactiques. L'offensive, baptisée « opération Essaim » devrait durer plusieurs jours.
- France (1) : Journée de mobilisation nationale contre le CPE au cours de laquelle étudiants et lycéens doivent manifester partout en France (à Paris à partir de 14 h 00 de la place d'Italie à Sèvres-Babylone, à Angers aussi, par exemple).
- France (2) : Le quotidien régional Sud Ouest annonce qu'Alain Juppé lui a adressé un courriel dans lequel il affirme qu'il n'y aura pas de législative anticipée à Bordeaux : « j'attendrai l'échéance de 2007 pour me représenter dans la 2e circonscription ». L'ancien Premier ministre n'apporte en revanche pas de réponse sur la question d'éventuelles municipales anticipées à l'automne.
- France (3) : La foire d'art contemporain Art Paris - créée en 1999 - ouvre ses portes (jusqu'au 20 mars), pour la première fois, sous la majestueuse nef restaurée du Grand Palais. Art Paris va occuper ce lieu prestigieux de la capitale avant la FIAC (Foire internationale d'art contemporain), son grand rival, jugé plus important, qui n'y sera qu'au mois d'octobre.
- France (4) : Saisi par l'opposition d'un recours contre la loi sur l'égalité salariale entre hommes et femmes, adoptée par le Parlement le 23 février, qui prévoyait notamment l'instauration de quotas de femmes dans les conseils d'administration, le Conseil constitutionnel rend sa décision, censurant plusieurs articles de la loi, en les jugeant contraires aux règles constitutionnelles. Du coup, la loi se trouve définitivement vidée de tout contenu concret alors qu'elle n'en comportait déjà pas beaucoup.
- Haïti (1) : Le premier ministre intérimaire d'Haïti, Gérard Latortue, se prononce contre un retour immédiat de l’ancien président Jean Bertrand Aristide afin de donner une chance à la prochaine administration du président élu René Préval.
- Haïti (2) : Dans un rapport très critique sur la justice haïtienne, la Commission Interaméricaine des Droits Humains (CIDH) de l’Organisation des États américains (OEA) invite le président élu haïtien, René Préval, à accorder la plus grande attention à la réforme de l’appareil judiciaire, considéré « très déficient presque à tous les niveaux ».
- Israël : Plusieurs centaines de volailles retrouvées mortes dans le kibboutz Ein Hashlosha, près de la bande de Gaza, dans le désert du Néguev (sud d'Israël), font craindre aux Israéliens que le pays n'ait été contaminé par la grippe aviaire. Le ministère de l'Agriculture a organisé une réunion d'urgence, et un plan de quarantaine est déjà à l'étude au cas où il s'avèrerait qu’il s'agit bien de la grippe aviaire.
- Union européenne/Sécurité aérienne : La Commission européenne adoptera d'ici une semaine le règlement établissant la « liste noire » des compagnies aériennes interdites dans l'Union européenne, après l'avis unanime émis par le Comité de la sécurité aérienne, chargé de l'assister pour la préparation de cette liste.
- République démocratique du Congo : le président sud-africain Thabo Mbeki arrive à Kinshasa pour participer, avec son homologue congolais Joseph Kabila, à la troisième commission bi-nationale, mise en place dans le cadre de la participation de l'Afrique du Sud aux efforts de paix et à l'instauration d'une transition démocratique en république démocratique du Congo, et s'entretenir de la préparation des élections du mois de juin.
- Russie/Chine : alors que le président russe Vladimir Poutine s'apprête à effectuer une visite officielle en Chine du 21au 23 mars, le vice-ministre chinois des Affaires étrangères, Li Hui, informe que la confiance politique bilatérale et la coopération ont été renforcées dans les domaines des échanges commerciaux, des investissements, de l'énergie, des sciences et des technologies, et que les deux pays ont réglé leurs problèmes frontaliers, et se sont accordés des soutiens mutuels actifs dans les problèmes relatifs à leur souveraineté réciproque.
- Sao Tomé-et-Principe : le Tribunal constitutionnel de Sao Tomé-et-Principe annonce que dix formations politiques, dont deux coalitions, ont été autorisées à présenter des candidats aux élections législatives du 26 mars dans le petit archipel lusophone de 140 000 habitants. Plus de 500 candidats se disputent sur ces listes les 55 sièges de député à pourvoir.
- Angola : L'Angola ouvrira sa première bourse des valeurs en octobre prochain à Luanda, selon l'annonce faite par le président de la Commission du marché des capitaux, Cruz Lima. La bourse de Luanda, qui sera située dans la zone de Mutamba, est destinée à devenir en peu d'années la deuxième en importance d'Afrique, après celle d'Afrique du Sud.
- Burundi : après le retrait de Casques bleus du Mozambique et du Kenya, 658 soldats de maintien de la paix éthiopiens de l'Opération des Nations unies au Burundi (ONUB) quittent le Burundi. Le calendrier de désengagement des Casques bleus de l’ONUB prévoit le départ de 40 % des effectifs d'ici avril 2006.
- Afghanistan : Le chef spirituel des talibans, le mollah Omar, déclare que « cette année, lorsque le climat va se réchauffer, les soldats croisés et leurs marionnettes vont devoir faire face à une résistance acharnée, comme ils n’auraient jamais pu l'imaginer », et appelle les Afghans à rejoindre « la résistance contre la guerre de croisade et les croisés ».

## Vendredi17 mars 2006
- France : Ouverture à Paris de la 26e édition du Salon du livre, dont l'invité d'honneur est cette année la francophonie, et qui rendra hommage au « poète-président » Léopold Sédar Senghor, dont on célèbre, cette année, le centenaire de la naissance. Le salon, inauguré hier soir en présence de l'ancien président sénégalais Abdou Diouf, secrétaire général de l'Organisation internationale de la francophonie, et du ministre français de la Culture Renaud Donnedieu de Vabres, marque le coup d’envoi du « Festival des Francofffonies », le festival francophone en France. Quarante auteurs francophones originaires des cinq continents où le français est parlé prendront part à cette grande fête du livre. Parmi eux, de nombreux auteurs africains comme les Congolais (RC) Emmanuel Dongala et Alain Mabanckou, le Béninois Florent Couao-Zotti, le Sénégalais Boubacar Boris Diop, l’Algérien Boualem Sansal, l’Ivoirienne Véronique Tadjo ou encore Chehem Watta de Djibouti.
- Iran : Première réunion officielle du Conseil de sécurité des Nations unies sur le dossier nucléaire iranien. La France et le Royaume-Uni présentent un texte qui ouvrira la voie à une réponse graduelle du Conseil à ce problème qui inquiète les Occidentaux. Le texte appelle l'Iran à se conformer aux demandes de l'Agence internationale de l'énergie atomique (AIEA) et à suspendre toutes ses activités liées à l'enrichissement d'uranium. Il demande également à Téhéran de reconsidérer la construction d'un réacteur nucléaire de recherche à eau lourde et de reprendre l'application du protocole additionnel du traité de non-prolifération nucléaire (TNP), qui permet des contrôles inopinés et poussés des sites nucléaires d'un pays par les experts de l'AIEA.
- Cuba : Sergio Jorge Pastrana, secrétaire aux Affaires étrangères de l'Académie des sciences de Cuba présidera, pour la période 2006-2008, la Communauté Scientifique des Caraïbes, fondée à Carthagène des Indes, en Colombie, en décembre 2000, qui rassemble les Académies de Sciences de la Colombie, du Costa Rica, de la République dominicaine, du Guatemala et du Venezuela.
- Serbie-et-Monténégro : Fausto Pocar, président du Tribunal pénal international pour l'ex-Yougoslavie, indique qu'aucune trace d'empoisonnement n'a été détectée sur le corps de l'ancien président serbe Slobodan Miloševic, d'après les premiers résultats des analyses toxicologiques. Les funérailles auront lieu samedi à Pozarevac, sa ville natale, située à quelque 80 km à l’est de Belgrade, en présence d'une cinquantaine de délégations étrangères, et de plus de 100 000 Serbes, Monténégrins et Serbo-Bosniaques.
- République démocratique du Congo (1) : Le chef de l’Union des patriotes congolais (UPC), Thomas Lubanga, incarcéré depuis mars 2005 à Kinshasa, est transféré à la Cour pénale internationale (CPI) de La Haye. Ce chef milicien est suspecté de crimes de guerre et d’avoir commandité des massacres en Ituri, en 2002-2003, des crimes sur lesquels la CPI enquête depuis juin 2004.
- République démocratique du Congo (2) : Un militaire congolais a été condamné à cinq ans de prison pour recrutement d’enfants-soldats. Le commandant Jean-Pierre Biyoyo a aussi été jugé pour désertion et participation à un mouvement insurrectionnel. C’est la première fois qu’un tribunal congolais juge et condamne un militaire pour recrutement d’enfants.
- Liberia : Lors d’une séance publique du Conseil de sécurité des Nations unies, la présidente du Liberia, Ellen Johnson Sirleaf, demande la levée des sanctions sur les exportations de diamants et le maintien d’une présence de l’ONU dans le pays, indiquant que la stratégie du gouvernement en matière de maintien de la paix « repose sur quatre piliers : sécurité, primauté du droit et gouvernance, relance économique et reconstruction des infrastructures ».
- Côte d'Ivoire : Réuni à Abidjan, le Groupe de travail international (GTI) sur la Côte d’Ivoire salue « l’environnement apaisé » dans le pays et les « progrès significatifs » du processus de paix, ajoutant que les actions à mener restent nombreuses et complexes. Le chef de la rébellion des Forces nouvelles, Guillaume Soro, appelle pour sa part à créer un « état-major qui intègre les deux armées de Côte d’Ivoire » pour favoriser une réunification du pays.

## Samedi18 mars 2006
- Beaucoup d'étudiants se manifestent dans les rues de Paris et d'autres grandes villes de la France. À la suite de leurs actions, la moitié des facs sont fermées. Il s'agit d'une réaction vive contre la loi proposé sur le plan du Contrat première embauche - qui devrait être en vigueur en avril 2006. Il permettrait aux employeurs de licencier sans justification des nouveaux salariés de moins de deux ans d'ancienneté.
- Palestine : le mouvement de la résistance islamique palestinienne Hamas, qui doit présenter, ce jour, la liste de son gouvernement au chef de l'Autorité palestinienne, Mahmoud Abbas, n'est pas parvenu à former un gouvernement de coalition, devant le refus des autres formations, effrayées par son intransigeance, à le rejoindre dans une coalition. Le Fatah, notamment, exigeait que le Hamas reprenne à son compte les accords conclus par le passé avec Israël, mais le mouvement islamiste refuse toujours de reconnaître l'État hébreu. Ismaïl Haniyeh, qui a été désigné pour diriger le gouvernement, doit tenir une conférence de presse vers 16 h 00 pour annoncer la formation de son cabinet.
- France (1) : le Premier secrétaire du Parti socialiste François Hollande participe à Tulle (Corrèze), à la manifestation de la ville dont il est le maire contre le contrat première embauche (CPE), avant de se rendre par la route à la manifestation parisienne. Plus de 7 000 personnes selon les organisateurs, 4 000 selon la police, ont traversé Tulle, de la gare à la préfecture, emmenées par environ 600 à 700 lycéens et étudiants de l'IUT.
- France (2) : En visite à La Réunion, le ministre de l'Outre-mer, François Baroin a constaté avec satisfaction la baisse de rythme dans l'évolution de l'épidémie de chikungunya depuis plus d'un mois. 5 600 nouveaux cas ont été recensés sur l'île du 6 mars au 12 mars. Depuis son apparition, on estime à 212 000 cas et 148 décès les conséquences de la maladie virale transmise par des moustiques.
- Liberia : la Mission des Nations unies au Liberia (MINUL) annonce qu’elle retirera 10 % de ses troupes de maintien de la paix au Liberia, soit quelque 1 500 soldats, dans le cadre de son plan de retrait dont l’application doit commencer dans le courant de l’année.
- Cuba : Trente damas de blanco (« femmes en blanc ») manifestent dans les rues de La Havane pour réclamer la libération de dissidents condamnés et incarcérés en 2003 par les autorités cubaines. Quinze d'entre eux ont bénéficié l'année dernière[Quand ?] de mesures de remise en liberté provisoire pour raisons de santé; les 60 autres sont toujours derrière les barreaux.
- Formule 1 : Le pilote italien Giancarlo Fisichella (Renault) s'élancera en pole position, dimanche, sur le circuit de Sepang, pour le Grand Prix de Malaisie, deuxième épreuve de la saison. Il signe pour la troisième fois de sa carrière le meilleur temps des qualifications. Il aura à ses côtés le Britannique Jenson Button (Honda). Le jeune pilote allemand Nico Rosberg (Williams-Cosworth), dont c'est seulement la seconde course dans la catégorie-reine, obtient une prometteuse troisième place une semaine après avoir réalisé le meilleur tour en course lors de sa première apparition en compétition au volant d'une F1.
- Rugby à XV : Le XV de France s'impose dans la douleur au pays de Galles (21-16) et remporte l'édition 2006 du Tournoi des Six Nations. La France devance ainsi à la différence de points l'Irlande, vainqueur de l'Angleterre à Twickenham (28-24) en fin d'après-midi. Longtemps bousculé, le XV de France a scellé son succès en toute fin de match grâce à Florian Fritz, auteur de l'essai salvateur à deux minutes du coup de sifflet final.

## Dimanche19 mars 2006
- Formule 1 : Après avoir réalisé la pole position du Grand Prix de Malaisie sur le circuit de Sepang, l'italien Giancarlo Fisichella (Renault) remporte, en 1 h 30 min 40 s 529 (205,397 km/h de moyenne), la troisième victoire de sa carrière, devant son coéquipier, le champion du monde espagnol Fernando Alonso, à 4 s 585, et le Britannique Jenson Button (Honda) à 9 s 631. C'est le premier doublé de l'écurie Renault depuis 1982.
- Boxe : Mahyar Monshipour, défait de son titre mondial, met fin à sa carrière.

## Lundi20 mars 2006
- La Tunisie fête ses 50 ans d'indépendance.
- Naissance de Barron Trump

## Mardi21 mars 2006
- Buenos Aires : Renationalisation de la distribution d'eau potable par l'État argentin au détriment d'Aguas Argentinas, filiale du groupe français Suez
- San Francisco : Création du réseau social Twitter

## Mercredi22 mars 2006
- Canada : naufrage sans victime du ferry canadien (Colombie-Britannique) Queen of the North.
- Espagne : l'organisation séparatiste basque ETA annonce un cessez-le-feu permanent en justifiant sa décision par la nécessité de « faire avancer le processus démocratique au Pays basque afin de construire un nouveau cadre dans lequel nos droits en tant que peuple seront reconnus ».

## Jeudi23 mars 2006
- Bénin : Yayi Boni remporte l'élection présidentielle.
- Espagne : La décision de l'ETA de respecter dorénavant un « cessez-le-feu permanent » est accueillie avec scepticisme en Espagne, et saluée à Bruxelles, à l'ouverture de leur sommet de printemps, par les dirigeants de l’Union européenne, qui voient dans ce geste de l'organisation séparatiste basque un espoir pour l'Espagne et pour l’Europe.
- France : Dans une déclaration commune, les dirigeants des cinq confédérations syndicales (CGT, CFDT, FO, CFTC et CGC) acceptent l'invitation que leur avait adressé le chef du gouvernement, Dominique de Villepin à venir discuter « le plus rapidement possible » du Contrat première embauche (CPE). La rencontre aura lieu demain après-midi à Matignon.
- France (2) : Le projet de loi présenté par le ministre des sports, Jean-François Lamour, qui donne naissance à une agence française indépendante pour lutter contre le dopage est définitivement adopté par le Parlement, après un ultime vote des députés, mettant la France en conformité avec les normes internationales édictées par l'Agence mondiale antidopage (AMA).
- France (3) : Ouverture au Bourget (Seine-Saint-Denis) du 33e congrès du parti communiste français, qui doit fixer son orientation et élire sa nouvelle direction. Le parti devrait prudemment renvoyer à l'automne la décision de présenter ou non un candidat à l'Élysée en 2007.
- États-Unis : Au procès de Zacarias Moussaoui, qui reconnaît être membre d'Al-Qaïda, passible de la peine de mort pour ne pas avoir dénoncé les attentats en préparation après son arrestation en août 2001, l'accusation termine de présenter ses arguments pour faire valoir que des aveux auraient conduit à l'arrestation de onze des terroristes et à l'échec du complot.
- République démocratique du Congo ; à la suite d'une demande des Nations unies, l'Union européenne donne son accord final à l'envoi d'une mission militaire comprenant jusqu'à 1 450 soldats, à laquelle devraient participer au moins dix pays de l'Union, pour appuyer les 17 000 casques bleus déjà présents, qui ont fort à faire dans l'immense territoire de la république démocratique du Congo (RDC), pour assurer le bon déroulement des élections prévues le 18 juin.
- Afghanistan : Le Conseil de sécurité des Nations unies proroge d’une année le mandat de la Mission de l’ONU en Afghanistan (MANUA) et entérine les recommandations formulées par le Secrétaire général des Nations unies dans son rapport du 7 mars (résolution no 1662). Le Conseil de sécurité réaffirme sa détermination à aider le Gouvernement et le peuple afghans à tirer parti du succès de la Conférence de Londres (en) qui s’est tenue les 31 janvier et 1er février 2006.

## Vendredi24 mars 2006
- Biélorussie : À 3 h 00 du matin, des centaines de policiers armés de matraques investissent la place centrale de Minsk sur laquelle l'opposition manifestait pour la quatrième nuit consécutive pour contester la réélection du président Aliaksandr Loukachenka, interpellant des centaines de personnes. Le chef de l'opposition Aliaksandr Milinkievitch a déclaré à la suite de ces arrestations que « les autorités détruisent la liberté, la vérité et la justice ».
- Explosion à l'école nationale supérieure de chimie de Mulhouse.
- Bolivie : Deux explosions à La Paz font deux morts et six blessés.
- Côte d'Ivoire : Le président cubain Fidel Castro, hôte de la prochaine conférence au sommet des pays non-alignés qui aura lieu, à La Havane, en septembre 2006, invite le président ivoirien Laurent Gbagbo, à la présence duquel il tient particulièrement, à venir y assister.

## Samedi25 mars 2006
- Afghanistan : Le pape Benoît XVI demande par lettre au président afghan Hamid Karzai la grâce pour l'Afghan Abdul Rahman, 41 ans, emprisonné il y a deux semaines pour avoir abandonné l'islam et épousé la foi chrétienne, ce qui est passible de la peine de mort, selon la loi islamique en vigueur en Afghanistan. Hier déjà, les diverses pressions des gouvernements internationaux avaient poussé un haut responsable du gouvernement afghan à annoncer que l'homme « devrait bientôt être libéré ».
- États-Unis : Une marche de protestation rassemble plus de 500 000 personnes (selon la police) à Los Angeles contre un texte de loi, qui doit être soumis au Sénat la semaine prochaine, en vertu duquel vivre clandestinement sur le territoire américain deviendrait un crime, et qui imposerait de nouvelles sanctions aux employeurs embauchant des immigrés entrés illégalement dans le pays.
- Grèce : Les Grecs célèbrent leur fête nationale.

## Dimanche26 mars 2006
- Colombie : Les FARC ont remis en liberté 2 otages, qu'ils ont confié à des représentants de la Croix-Rouge à La Dorada, dans la province de Putumayo, environ 540 kilomètres au sud de la capitale, Bogota : Luis Almanza et Carlos Alberto Legarda (respectivement officier et agent de police).
- Haïti: 17 crânes humains ont été découverts dans un bois d'une banlieue aisée de la capitale haïtienne, Port-au-Prince. Selon des témoignages, les crânes auraient été jetés d'une voiture qui circulait samedi matin sur une route de la banlieue de Pétionville.
- Malaisie : Une fillette de trois ans et un jeune homme de 26 ans auraient été contaminés par le virus H5N1 de la grippe aviaire, selon un haut responsable sanitaire, dans des régions malaisiennes déjà touchées par le virus. Placées en isolement, elles sont dans l'attente des résultats des examens complémentaires pratiqués pour confirmer ou infirmer la contamination. Si elles sont confirmées, ces deux contaminations deviendraient les premiers cas humains en Malaisie, alors que quatre foyers du virus H5N1 ont été annoncés durant ces dix derniers jours dans la région.
- France : Parution au Journal officiel du décret d'application de la loi antiterroriste du 23 janvier dernier, obligeant les opérateurs télécoms, les fournisseurs d'accès internet et les propriétaires de cybercafés à conserver toutes les données pendant un an, afin de permettre d'identifier l'utilisateur, les données relatives aux équipements terminaux de communication utilisés, les caractéristiques techniques ainsi que la date, l'horaire et la durée de chaque communication et les données permettant d'identifier le ou les destinataires de la communication.

## Lundi27 mars 2006
- États-Unis : Zacarias Moussaoui a fait sensation, lors de l'audience du jour de son procès, en prenant la parole, contre l'avis de ses avocats, pour témoigner : l'accusé a affirmé qu'il était censé détourner un cinquième avion avec Richard Reid le 11 septembre 2001 et le précipiter sur la Maison-Blanche.
- Philippines : L'explosion d'une bombe artisanale dans un magasin, fait au moins neuf morts et une vingtaine de blessés, sur l'île de Jolo, dans le sud des Philippines. L'attentat n'a pas été revendiqué, mais la police soupçonne le mouvement islamiste Abu Sayyaf, lié à Al-Qaïda.
- Nigéria : Libération de 3 otages (2 Américains et 1 Britannique).
- Liberia : La présidente du Liberia, Ellen Johnson Sirleaf, souhaite que l’ex-président libérien, Charles Taylor, en exil au Nigeria, soit directement extradé en Sierra Leone où il est accusé de crimes de guerre et crimes contre l’humanité par le Tribunal spécial pour la Sierra Leone.
- Haïti : Lors d’une intervention devant le Conseil de sécurité des Nations unies, le président élu haïtien, René Préval - qui entrera officiellement en fonction le 14 mai prochain - appelle la communauté internationale à poursuivre son assistance à long terme à son pays, et souhaite que la MINUSTAH participe au renforcement de la police et du système judiciaire ainsi qu’au processus de désarmement et de démobilisation des bandes armées.
- Égypte : Fatma Mahmoud Youssef Sabra, une jeune Égyptienne de 30 ans, originaire d'un village de la province de Qalyoubia, à 20 km au nord du Caire - la même région que la première victime humaine de la maladie - est morte de la grippe aviaire, dans un hôpital du Caire où elle avait été admise il y a deux semaines. C'est la seconde victime humaine de la maladie depuis son apparition en Égypte, il y a un mois.

## Mardi28 mars 2006
- Proche-Orient: Élections législatives israéliennes de 2006.
- Soudan : Le Mouvement de libération du Soudan (MLS), principal groupe rebelle au Darfour, appelle les dirigeants présents au sommet de la Ligue arabe, qui s'ouvre ce matin à Khartoum au Soudan, à « adopter une position claire concernant la crise au Darfour, en conformité avec le droit international » et à faire pression sur le gouvernement soudanais pour qu’il accepte le déploiement d’une force internationale de maintien de la paix au Darfour.
- France : manifestations contre le CPE du 28 mars 2006.
- Japon : tremblement de terre à Tokyo.
- Chine / Démographie : Zhang Weiqing, responsable de la « Commission d'État pour la population et le planning familial », indique, dans une interview accordée au site internet du gouvernement chinois, que la politique du planning familial a aidé la Chine à éviter la naissance de 400 millions de bébés au cours des trois dernières décennies. Il a fait remarquer que la Chine avait mis environ trente ans pour réaliser l'objectif du contrôle de la population, alors que cela en avait pris cent dans les pays développés. « L'objectif d'assurer au peuple chinois une vie relativement confortable n'aurait pas pu être réalisé si nous avions 400 millions de personnes supplémentaires » a souligné M. Zhang. La Chine faisant actuellement face à un nouveau pic de ses naissances, la politique de l'enfant unique ne sera pas changée dans un futur proche.
- Afghanistan (1) : L'explosion d'une bombe au passage d'un convoi militaire dans la province d'Helmand, dans le Sud de l'Afghanistan, cause la mort de six militaires afghans. Par ailleurs, deux policiers ont été tués à Kandahar, selon les services de sécurité.
- Afghanistan (2) : Le ministre afghan de la Justice annonce la libération - après l'abandon des accusations d'apostasie pesant sur lui - d'Abdul Rahman, l'Afghan converti au christianisme, incarcéré dans la prison de Policharki dans les faubourgs de Kaboul.
- États-Unis / Informatique : Le « Bluetooth Special Interest Group » (SIG) annonce la prochaine génération de la technologie sans fil Bluetooth, qui sera capable d'assurer des débits cent fois supérieurs par rapport à la version actuelle passant donc de 1Mb/s à 100Mb/s (soit 12,5 Mo/s). Cette technologie - utilisée dans les téléphones mobiles, périphériques informatiques et autres appareils portables comme les assistants personnels (PDA) - va voir sa vitesse de transmission augmentée dans les années à venir, lui permettant alors d'être utilisée pour les vidéos haute définition et l'échange de fichiers avec son baladeur numérique par exemple. La nouvelle norme incorporera une nouvelle technologie radio, connue comme l'Ultra wideband ou UWD.

## Mercredi29 mars 2006

Animation détaillant la trace laissée par l'éclipse du 29 mars 2006 sur l'Afrique et le Moyen-Orient.

- Israël : Après la victoire de son parti, Kadima, aux élections législatives, Ehoud Olmert tente de former un gouvernement de coalition, dont la tâche principale sera - comme il l'avait annoncé au cours de la campagne - de tracer les frontières définitives de d'Israël, par la négociation, ou, si cela s'avère impossible, unilatéralement.
- Palestine : Le gouvernement du Hamas, dirigé par Ismaïl Haniyeh, prête serment devant Mahmoud Abbas, président de l'Autorité autonome palestinienne. Son entrée en fonctions, deux mois après la victoire électorale du mouvement islamiste, intervient au lendemain de l'approbation de sa composition et de son programme par le Conseil national palestinien.
- ONU : Le Conseil de sécurité des Nations unies, notant « avec une inquiétude sérieuse » que l'Agence internationale de l'énergie atomique (AIEA) « n'est pas en mesure d'établir avec certitude qu'il n'y a pas de matériaux ou activités nucléaires non déclarés en Iran », adopte à l'unanimité une déclaration appelant l'Iran à suspendre ses activités relatives à l'enrichissement de l'uranium et à « mettre en œuvre les mesures réclamées par l'AIEA, déterminantes pour rétablir la confiance dans le caractère exclusivement pacifique de son programme nucléaire ».
- France : La 4e chambre de la Cour d'appel de Paris - confirmant le jugement rendu en première instance le 27 septembre 2004 - déboute Georges Lopez, le maître d'école emblématique du documentaire à succès de Nicolas Philibert, Être et avoir, de ses demandes de réparation pour violation de son droit d'auteur et atteinte à son droit à l'image. Elle condamne en outre M. Lopez à payer 12 000 euros de frais de justice.
- Afghanistan (1) : La milice des taliban lance son offensive de printemps, en attaquant une base américaine dans la province d'Helmand, dans le sud de l'Afghanistan. Au cours de l'assaut, deux militaires étrangers - un Américain et un Canadien - et 32 combattants talibans ont été tués.
- Afghanistan (2) : Le gouvernement italien accorde, après celui d'Allemagne, l'asile au ressortissant afghan qui s'est converti au christianisme, Abdul Rahman (41 ans), à nouveau menacé dans son pays, où les députés se sont réunis pendant plus de deux heures et ont estimé qu'il ne devait pas quitter le pays malgré les offres d'asile de l'Allemagne et de l'Italie. Dans la soirée, le président du Conseil italien, Silvio Berlusconi annonce que Rahman est arrivé en Italie.
- Nigéria : En fuite depuis vingt-quatre heures, l'ancien président libérien Charles Taylor, recherché par la justice sierra-léonaise, et poursuivi pour crimes de guerre et crimes contre l'humanité, est arrêté dans l'État de Borno, dans le nord-est du Nigeria, proche de la frontière avec le Cameroun. Il a aussitôt été expulsé vers son pays natal - le Liberia - à bord un avion de la présidence nigériane en partance pour Monrovia.
- Chine : Le gouvernement chinois approuve un plan quinquennal de plus de 10 milliards de yuans (1,04 milliard d'euros), qui seront investis pour réduire les rejets industriels, traiter les eaux usées et assurer la surveillance du fleuve Songhua, pollué de façon chronique, et accidentellement par une nappe de benzène, à la suite de la catastrophe de l'usine pétrochimique à Jilin, Chine, le 13 novembre 2005.
- République tchèque : Le laboratoire de l'Union européenne à Weybridge, au Royaume-Uni, confirme que le cygne mort découvert près de Hluboka nad Vltavou, dans le sud de la Bohême, la semaine dernière, a été tué par le virus hautement pathogène H5N1 de la grippe aviaire.

## Jeudi30 mars 2006
- Moravie du Sud : plus de 10 000 Tchèques devront être évacués à cause des inondations qui se profilent.
- France : Le Conseil constitutionnel a validé la loi sur l'égalité des chances, adoptée le 9 mars par le parlement et dont le CPE est la mesure la plus controversée.
- Irak : Libération dans la capitale irakienne de la journaliste américaine Jill Carroll (28 ans), dont l'interprète irakien avait été tué lors de son enlèvement dans une rue de Bagdad le 7 janvier dernier. Elle a été déposée dans le quartier d'Amriya, devant les bureaux du Parti islamique irakien, dont les dirigeants avaient lancé de vigoureux appels en faveur sa libération. Celle-ci intervient une semaine après celle, par des forces spéciales irakiennes, de trois pacifistes chrétiens - deux Canadiens et un Britannique - après quatre mois en captivité.
- Union européenne, Concurrence : Le géant de l'informatique Microsoft - menacé d'une astreinte s'élevant à deux millions d'euros par jour sur une période remontant au 15 décembre dernier - est auditionné par les services européens de la Concurrence à Bruxelles. L'entreprise américaine doit se défendre d'accusations de l'Union européenne selon lesquelles elle n'aurait pas respecté une injonction l'invitant à remettre des informations qui permettraient à ses concurrents de produire des logiciels fonctionnant avec son système d'exploitation Windows.
- États-Unis, Informatique : Advanced Micro Devices (AMD) annonce l'embauche de Samuel Naffziger et de huit autres développeurs-clés qui œuvraient chez Intel au développement du processeur 64 bits Itanium - une puce à hautes performances pour les serveurs - qui rencontre un certain nombre de difficultés depuis le lancement du projet en 2001.
- Informatique : Le Forum économique mondial publie son classement annuel des pays les plus ouverts aux nouvelles technologies de l'information et de la communication. La France - qui perd deux places - s'y classe en 22e position au même niveau que l'Estonie. Les États-Unis occupent la première place devant Singapour (2e) et le Danemark (3e), premier pays européen.
- Chine : Trois nouveaux tribunaux, spécialisés dans les affaires criminelles et relevant de la Cour populaire suprême - dont la création avait été annoncée en octobre - et chargés de réexaminer certaines condamnations à mort formulées par les tribunaux provinciaux, seront opérationnels dès le 1er avril. Auparavant cette instance d'appel était la plupart du temps du ressort des tribunaux provinciaux eux-mêmes. La Cour populaire suprême, dans le système actuel, ne révisait et ne prenait la décision finale que dans certains cas de condamnations à mort - notamment lorsqu'il s'agissait de crimes économiques - mais déléguait ce pouvoir aux tribunaux provinciaux pour d'autres types d'affaires.

## Vendredi31 mars 2006
- France (1) : dans une allocution télévisée de dix minutes, le président de la République, Jacques Chirac, annonce qu'il promulguera la loi pour l'égalité des chances, avec sa disposition controversée, créant le contrat première embauche (CPE), tout en demandant au gouvernement d'en suspendre l'application, jusqu'à ce qu'un nouveau texte de loi soumis à l'Assemblée vienne modifier le CPE promulgué dans deux de ses aspects essentiels : la réduction de deux à un an de la période d'essai pendant laquelle le jeune peut être licencié et le droit qu'on lui octroie de connaître les raisons de son éventuel licenciement.
- France (2) : ouverture totale du fret ferroviaire à la concurrence. Outre la SNCF, plusieurs candidats disposent d'ores et déjà d'une licence d'entreprise ferroviaire : CFTA Cargo (Connex), Europorte 2 (Eurotunnel), Rail4Chem, B-Cargo (SNCB), CFL, Euro Cargo Rail (EWS).
- Turquie : le bilan officiel des émeutes qui se sont déroulées à Diyarbakir entre la population kurde et les forces de sécurité nationales cette semaine est de six morts.
- Iran : un peu plus de deux ans après le violent séisme qui avait détruit la ville historique de Bam, dans le sud-est de l'Iran, un nouveau tremblement de terre frappe le territoire de l'ancienne Perse — qui se trouve au croisement de plaques sismiques parmi les plus actives du monde — détruisant plus de 40 villages dans la province du Lorestan, dans l'Ouest du pays. Selon un premier bilan, au moins 66 personnes ont été tuées et 988 autres blessées lors de cette nouvelle catastrophe. La première secousse, d'une magnitude de 4,7 degrés sur l’échelle de Richter, s'est produite à 1 h 5, heure locale (21 h 25 GMT), frappant Boroujerd et Doroud, deux villes situées à 300 km au sud-ouest de Téhéran. L'épicentre a été localisé dans les zones montagneuses entre les deux villes.
- Chine : un groupe de 80 ingénieurs chinois quitte la Chine à destination du Liban pour une mission de maintien de la paix des Nations unies. Ils seront rejoints, dans le courant du mois d'avril par 102 autres militaires chinois. Basés dans le sud du pays, ils s'occuperont du déminage, de la construction de routes, de bâtiments et d'installations de défense, et se chargeront d'offrir une assistance humanitaire aux habitants de cette région.

## Naissances
- 20 mars : Barron Trump, fils de Donald et Melania Trump.